# Japonism

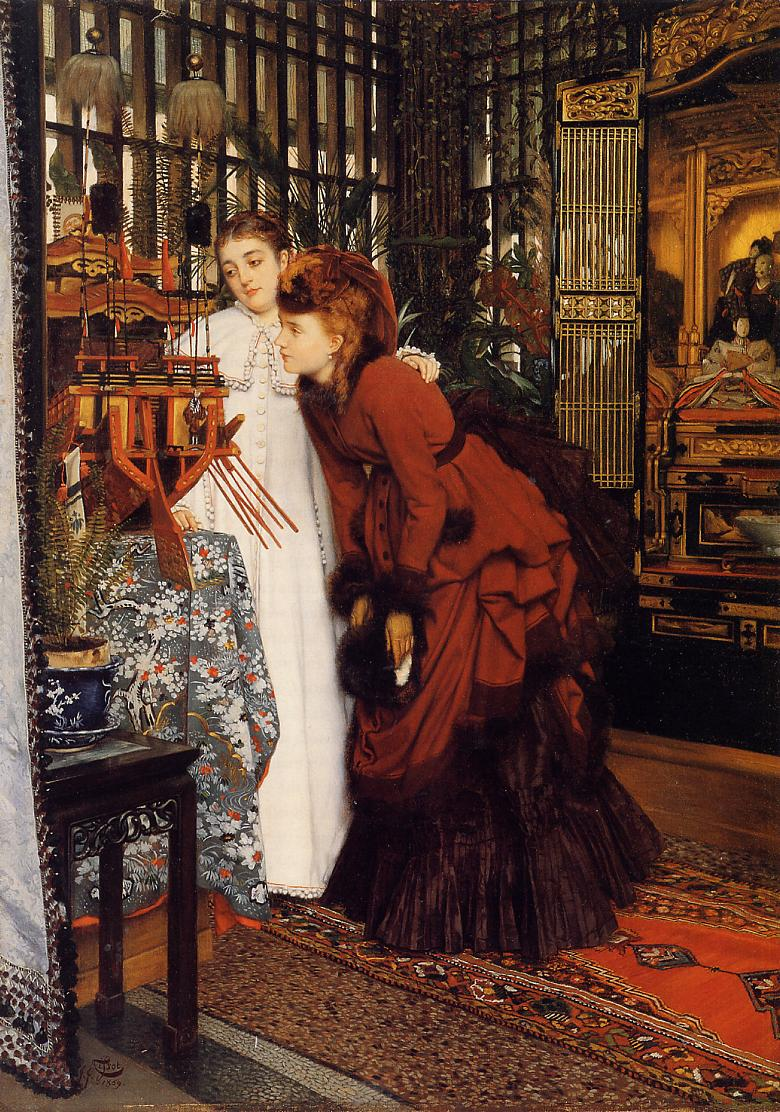
Jeunne femmes regardant des objets japonais de pictorul James Tissot din 1869 este o reprezentare a curiozității populare despre toate obiectele japoneze care a început simultan cu deschiderea țării în Restaurarea Meiji din jurul anului 1860.

Japonismul (din franceză, japonisme) este un termen folosit pentru a desemna popularitatea și influența artei și designului din Japonia în rândul unui număr mare de artiști din Europa de Vest în secolul al XIX-lea, în urma redeschiderii forțate a comerțului extern cu Japonia în 1858. Termenul de japonism a fost descris pentru prima dată de criticul și colecționarul francez de artă Philippe Burty în 1872.
Chiar dacă efectele mișcării au fost, probabil, cele mai pronunțate în artele vizuale, ele și-au extins influența și în arhitectură, amenajarea spațiilor verzi și grădinărit, dar și în vestimentație. Chiar și artele spectacolului au fost afectate; Mikado de Gilbert & Sullivan este, poate, cel mai bun exemplu în acest sens.

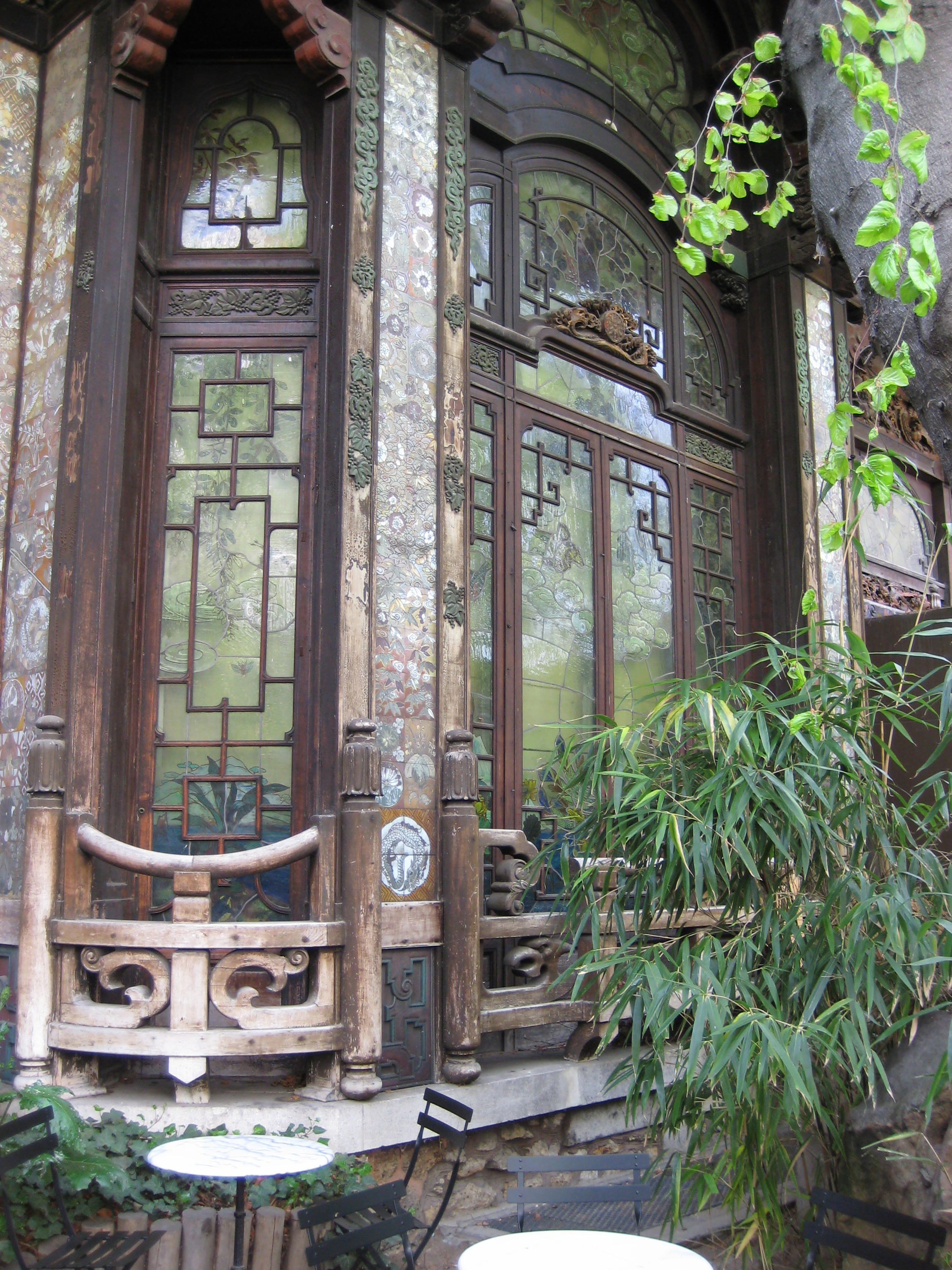
Fereastra de la La Pagode (Paris), construită în 1896

Începând cu anul 1860, ukiyo-e, litografiile japoneze care foloseau tehnica blocurilor de lemn, au devenit o sursă de inspirație pentru mulți artiști occidentali. Aceste imprimeuri au fost create pentru piața comercială din Japonia. Chiar dacă multe imprimeuri au fost aduse în Occident mai devreme, prin intermediul comercianților olandezi, imprimeurile ukiyo-e au devenit populare în Europa abia în anii 1860. Artiștii occidentali au fost fascinați de utilizarea originală a culorii și a compoziției. Imprimeurile ukiyo-e erau caracterizate de racursiuri dramatice și compoziții asimetrice.
Artele decorative japoneze, printre care și ceramica, vopseaua cu lac (de email), prelucrarea metalelor și obiectele pictate cu lac, au fost la fel de influente în Occident precum artele grafice.  În timpul perioadei Meiji (1868–1912), ceramica japoneză a fost exportată în toată lumea. Datorită experienței îndelungate în fabricarea armelor pentru samurai, fierarii japonezi au obținut o gamă expresivă de culori prin combinarea și finisarea aliajelor de metal.  Tehnica emailul cloissoné din Japonia și-a atins apogeul între anii 1890 și 1910, producând piese mai sofisticate ca niciodată. Aceste piese au fost vizibile pe scară largă în Europa secolului al XIX-lea: printr-o succesiune de expoziții universale, arta decorativă japoneză a fost expusă pentru milioane de oameni , fiind apoi preluată de către galerii și magazine în vogă.  Scrierile criticilor, colecționarilor și artiștilor au exprimat un entuziasm considerabil față de această „nouă” artă.  Colecționari precum Siegfried Bing  și Christopher Dresser  au expus și au scris despre aceste opere. Prin urmare, stilurile și temele japoneze au reapărut în opera artiștilor și meșteșugarilor occidentali. 

## Istorie

### Perioada izolaționistă (1639–1858)

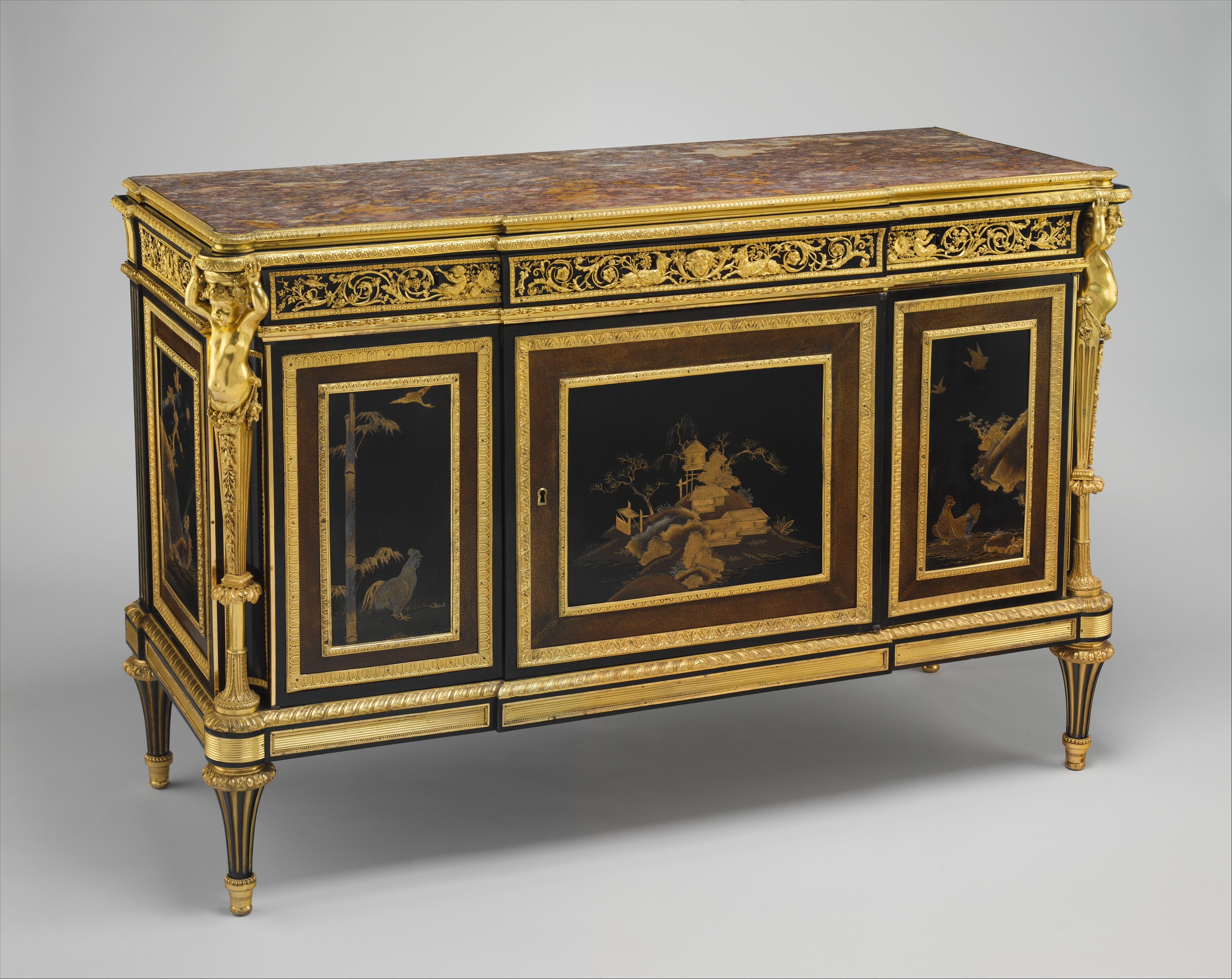
Comodă (commode à vantaux) în stilul perioadei regelui Ludovic al XVI-lea, realizată în Franța, folosind panouri japoneze lăcuite, c. 1790, Metropolitan Museum of Art, New York City

În cea mai mare parte a perioadei Edo (1603–1867), Japonia a adoptat o politiă izolaționistă, având doar un port internațional activ. Tokugawa Iemitsu a ordonat ca o insulă artificială, Dejima, să fie construită în largul orașului Nagasaki, acolo urmând să fie aduse toate importurile Japoniei. Olandezii au fost singurii occidentali care au putut să facă schimburi comerciale cu japonezii, dar, această mică formă de contact i-a permis artei japoneze să influențeze Occidentul. În fiecare an, olandezii soseau în Japonia cu flote întregi încărcate cu bunuri occidentale. Marfa includea și tratate olandeze despre pictură și o varietate de imprimeuri olandeze. Shiba Kōkan (1747–1818) a fost unul dintre artiștii japonezi care a studiat bunurile importate. Kōkan a creat una dintre primele gravuri de tip acvaforte din Japonia, o tehnică pe care acesta o învățase dintr-unul dintre tratatele importate. Kōkan a combinat tehnica perspectivei, pe care o învățase dintr-un tratat, cu propriile sale picturi în stil ukiyo-e.

#### Primele forme de export

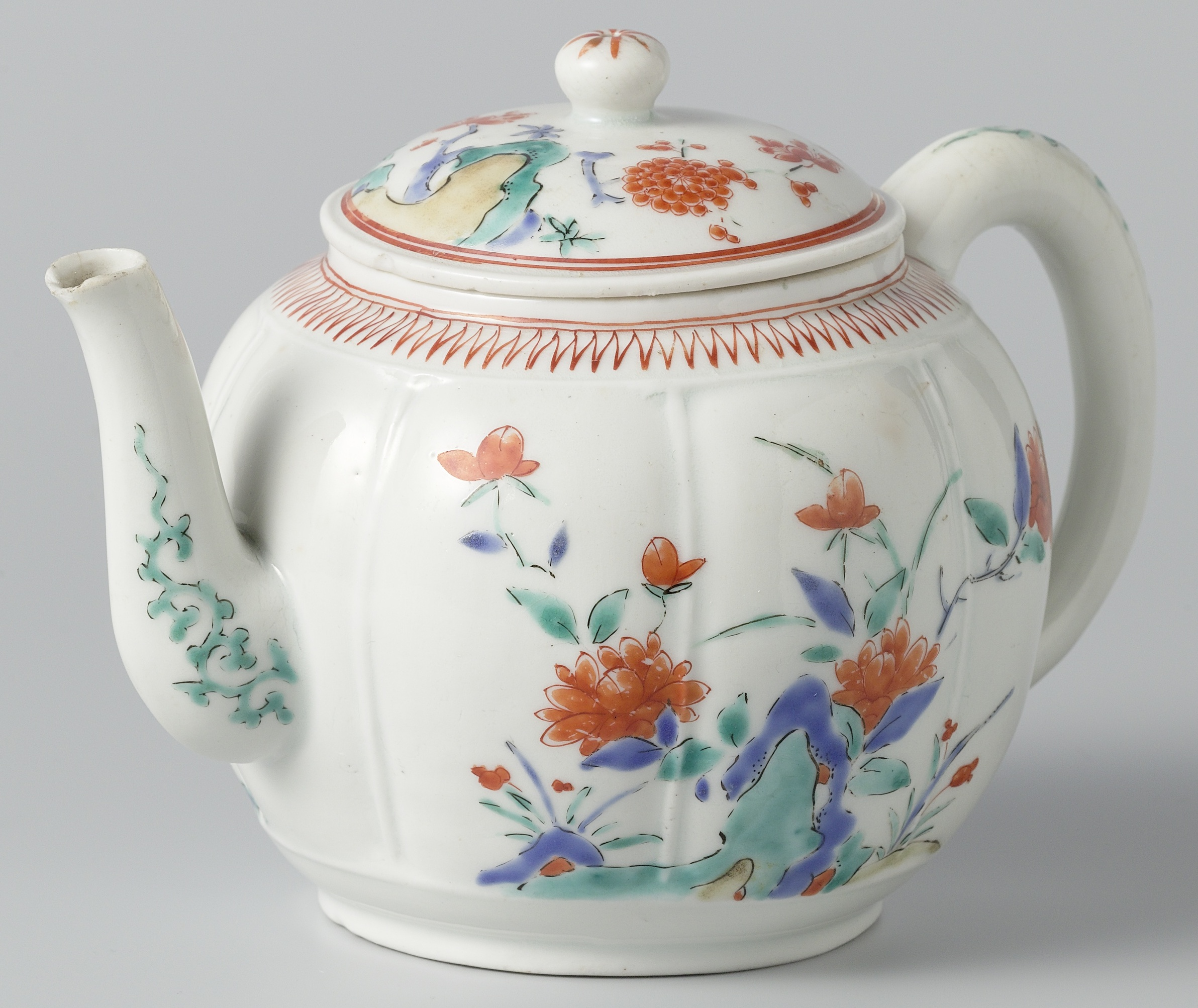
Ceainic Kakiemon, un exemplu de porțelan japonez exportat, 1670–1690, Rijksmuseum, Amsterdam, Țările de Jos

Principalele produse exportate de japonezi au fost inițial argintul, care a fost interzis după 1668, și aurul, în mare parte sub forma monedelor ovale, care a fost interzis după 1763, iar, mai târziu, cuprul sub formă de bare. În cele din urmă, formele de export japonez au scăzut și s-au orientat spre diverse tipuri de lucrări meșteșugărești, cum ar fi ceramica, evantaiele de mână, hârtia, mobilierul, săbiile, armurile, obiectele de sidef, paravanele pliabile și articolele vopsite cu lac, care erau deja exportate.
În perioada izolaționistă a Japoniei, bunurile japoneze au rămas o formă de lux râvnită de către elitele europene. Producția porțelanului japonez a crescut în secolul al XVII-lea, după ce olarii coreeni au fost aduși în zona Kyushu. Imigranții, descendenții lor și japonezii au descoperit minele de lut caolin și au început să făurească ceramică de calitate înaltă. Amestecul de tradiții a evoluat într-o industrie japoneză distinctă, caracterizată prin stiluri precum porțelanul de Imari și Kakiemon. Aceste stiluri au influențat mai târziu olarii europeni și chinezi. Exportul de porțelan a fost mai apoi sporit de efectele tranziției de la dinastia Ming la dinastia Qing, care a imobilizat centrul producției de porțelan chinezesc din Jingdezhen timp de câteva decenii. Olarii japonezi au umplut acest gol prin realizarea de porțelanuri pentru gusturile europene. Porțelanul și obiectele vopsite cu lac au devenit principala formă de export din Japonia către Europa. O metodă extravagantă de a expune porțelanul într-o casă era reprezentată de crearea unei camere pentru porțelanuri cu rafturi amplasate pentru a scoate în evidență produsele exotice, însă posesia câtorva piese era posibilă și pentru clasa de mijloc. Maria Antoaneta și Maria Terezia a Austriei sunt colecționare cunoscute de produse japoneze lăcuite, și obiectele lor de colecție sunt adesea expuse la Luvru și la Palatul Versailles. Imitația europeană a obiectelor asiatice lăcuite este denumită Japanning.

### Redeschiderea (secolul al XIX-lea)
În timpul perioadei Kaei (1848–1854), după mai bine de 200 de ani de regim izolaționist, nave comerciale străine de diverse naționalități au început să viziteze Japonia. După Restaurarea Meiji din 1868, Japonia a încheiat o lungă perioadă de izolaționism național și a fost dispusă să primească importuri din Occident, incluzând tehnici de fotografie și imprimare. Odată cu această nouă deschidere în comerț, arta și artefactele japoneze au început să apară în micile magazine de curiozități din Paris și Londra. Japonismul a început ca o obsesie pentru colecționarea de artă japoneză, în mod special ukiyo-e. Unele dintre primele exemplare de ukiyo-e au fost văzute la Paris. 
În această perioadă, artiștii europeni căutau alternative la metodologiile academice europene stricte. În jurul anului 1856, artistul francez Félix Bracquemond a întâlnit o copie a carnetului de schițe Hokusai Manga la atelierul tipografului său, Auguste Delâtre. În anii care au urmat după această descoperire, a existat o creștere a interesului pentru imprimeurile japoneze. Acestea au fost vândute în magazine de curiozități, depozite de ceai și magazine mai mari. Magazine precum La Porte Chinoise s-au specializat în vânzarea de importuri japoneze și chinezești. La Porte Chinoise a atras în mod special artiști precum James Abbott McNeill Whistler, Édouard Manet și Edgar Degas, care și-au luat inspirația din imprimeuri. Acesta și alte magazine au organizat adunări care au facilitat răspândirea informațiilor cu privire la arta și tehnicile japoneze.

## Artiștii și Japonismul
Imprimeurile ukiyo-e au reprezentat una dintre principalele forme de influență japoneză asupra artei occidentale. Artiștii occidentali au fost inspirați de diferitele utilizări ale regulii spațiului, aplatizarea perspectivei și abordările abstracte legate de culoare. Un accent pus pe diagonale, asimetrie și spațiu negativ poate fi văzut în lucrările artiștilor occidentali care au fost influențați de acest stil.

### Vincent van Gogh

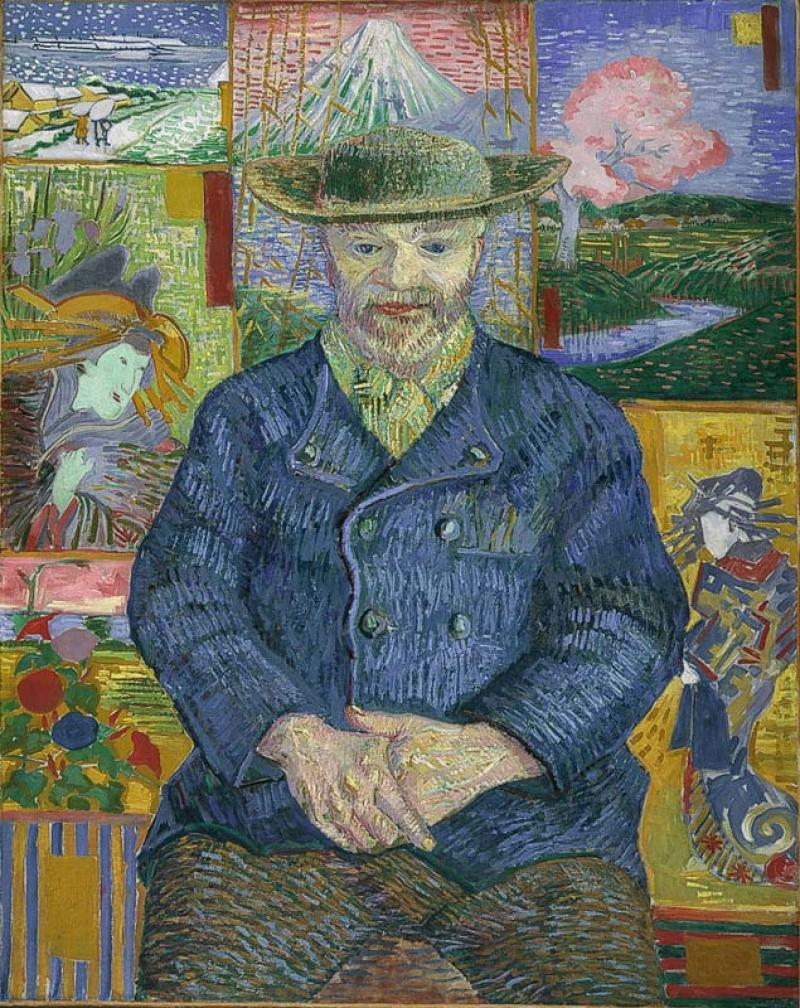
Portretul lui Père Tanguy de Vincent van Gogh, exemplu de influență ukiyo-e în arta occidentală (1887)

Interesul lui Vincent van Gogh pentru imprimeurile japoneze a început când a descoperit ilustrațiile lui Félix Régamey prezentate în The Illustrated London News și Le Monde Illustré. Régamey a creat imprimeuri pictate pe șabloane de lemn, a urmat tehnici japoneze și a reprezentat adesea scene din viața japoneză. Régamey a fost o vitală sursă de inspirație pentru Van Gogh în ceea ce privește practicile artistice și scenele obișnuite ale vieții japoneze. Începând cu 1885, Van Gogh a încetat să mai colecteze ilustrații din reviste, precum cele ale lui Régamey, începând să colecționeze în loc imprimeuri ukiyo-e care puteau fi achiziționate din micile magazine pariziene. El a împărtășit aceste imprimeuri contemporanilor săi și a organizat o expoziție de imprimeuri japoneze la Paris în 1887.
Portretul lui Père Tanguy (1887), lucrarea lui Van Gogh reprezintă un portret al comerciantului său de vopsele, Julien Tanguy. Van Gogh a creat două versiuni ale acestui portret. Ambele versiuni prezintă fundaluri de imprimeuri japoneze ale unor artiști recognoscibili precum Hiroshige și Kunisada. Inspirat de imprimeurile japoneze pictate pe șabloane de lemn și de coloristica lor bogată, Van Gogh a încorporat o vibrație similară în propriile sale lucrări. El a a integrat culori vibrante în portretul lui Tanguy, deoarece considera că nu se mai prezenta interes pentru picturile olandeze în tonuri monocrome și că picturile multicolore vor fi considerate moderne și atrăgătoare.

### Alfred Stevens

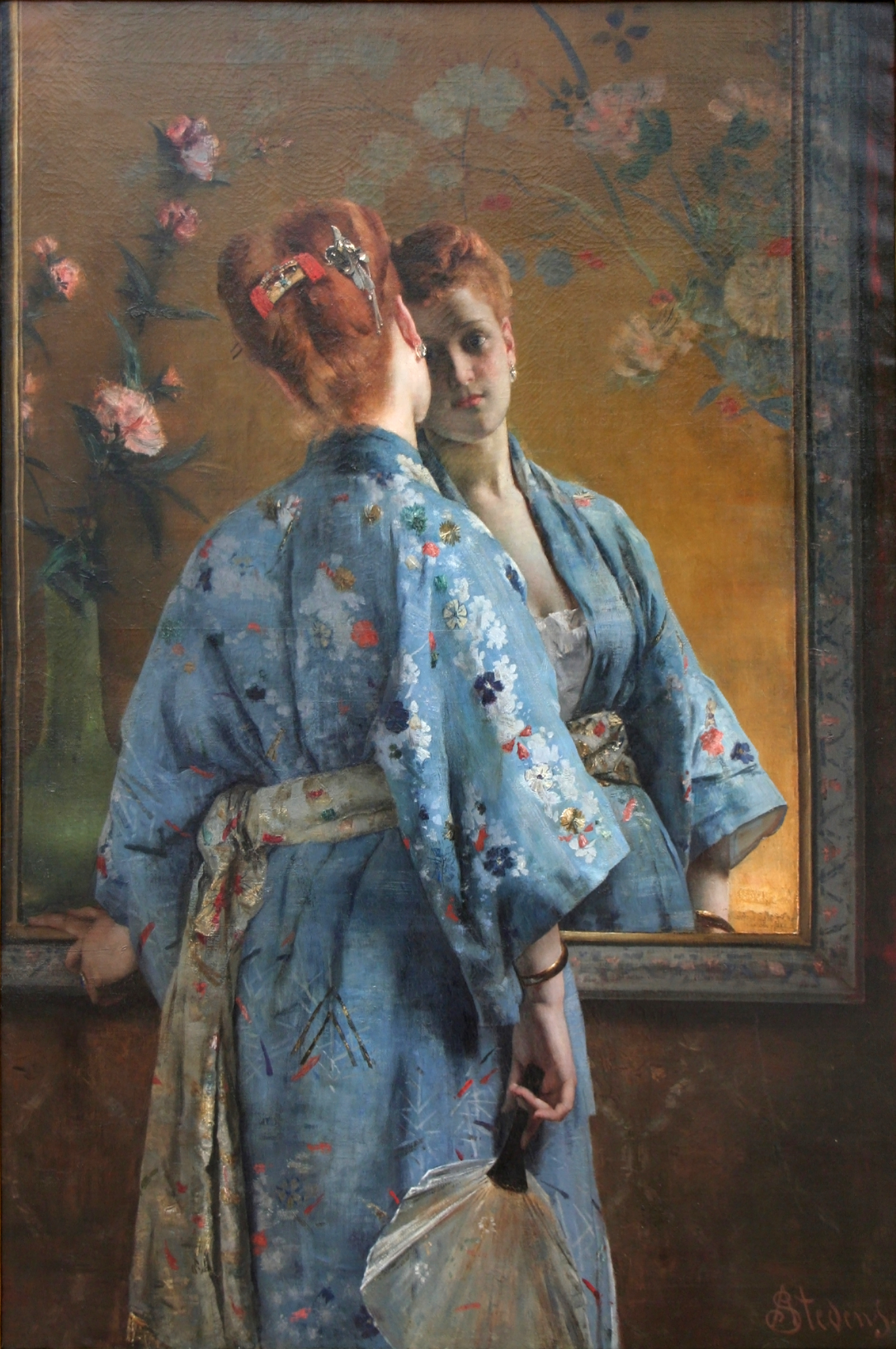
La parisienne japonaise de Alfred Stevens (1872)

Pictorul belgian Alfred Stevens a fost unul dintre primii colecționari și pasionați de arta japoneză din Paris. Obiectele din atelieurl lui Stevens ilustrează fascinația sa pentru bibelourile și mobilierul japonez exotic. Stevens era apropiat de Manet și de James McNeill Whistler, împărătșindu-și interesul cu aceștia încă de la început. Mulți dintre contemporanii săi au fost la fel de entuziaști, mai ales după Expoziția Internațională din 1862 de la Londra și Expoziția Internațională de la Paris din 1867, unde arta și obiectele japoneze au apărut pentru primele dăți în Europa.
Din jurul anului 1865, japonismul a devenit un element fundamental în multe dintre picturile lui Stevens. Una dintre cele mai faimoase lucrări ale sale influențate de japonism este reprezentată de La parisienne japonaise (1872). El a realizat mai multe portrete ale unor femei tinere îmbrăcate în kimono și există elemente japoneze în multe alte picturi de-ale sale, precum opera La Dame en Rose (1866), care combină imaginea unei femei îmbrăcate modern aflată într-un spațiu interior care implică o prezentare detaliată a obiectelor japoneze și tabloul The Psyché (1871), în care imprimeuri japoneze se situează pe un scaun, indicând pasiunea sa artistică.

### Edgar Degas

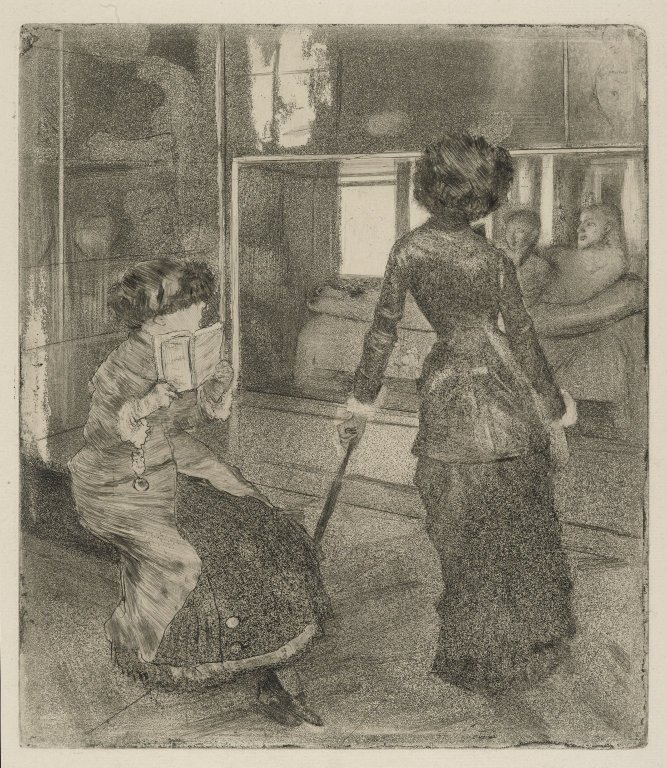
Edgar Degas, Mary Cassatt at the Louvre: The Etruscan Gallery, 1879–1880. Acvatinta, gravură cu acul, acvaforte pe pământ moale și acvaforte cu lustruire, 26,8 × 23,6 cm.

După anul 1860, Edgar Degas a început să colecționeze imprimeuri japoneze de la La Porte Chinoise și de la alte magazine mici de imprimeuri din Paris. Contemporanii săi începuseră de asemenea să le colecteze, ceea ce i-a oferit o gamă largă de surse de inspirație. Printre imprimeurile arătate lui Degas s-a aflat și o copie după Manga lui Hokusai, pe care Bracquemond o achiziționase după ce o văzuse în atelierul lui Delâtre. Data estimată în care Degas a adoptat japonismele în imprimeurile sale este 1875 și acestea pot fi observate în alegerea sa de a separa scenele individuale plasând bariere verticale, diagonale și orizontale.
În mod similar cu mulți artiști japonezi, imprimeurile lui Degas se concentrează pe femei și pe rutina lor zilnică. Poziționarea atipică a figurilor sale feminine și devotamentul față de realitate în imprimeurile sale s-au potrivit cu stilul graficienilor japonezi precum Hokusai, Utamaro și Sukenobu. În imprimeul lui Degas, Mary Cassatt at the Louvre: The Etruscan Gallery (1879–80), artistul prezintă două figuri, una așezată și una stând în picioare, ceea ce reprezintă o compoziție comună în imprimeurile japoneze. Degas a continuat de asemenea să folosească linii pentru a crea profunzime și pentru a separa spațiile dintre scene. Cea mai clară adaptare a sa este aceea a femeii sprijinite de o umbrelă închisă, care este inspirată direct din Manga lui Hokusai.

### James McNeill Whistler
Arta japoneză a fost expusă în Marea Britanie începând cu anul 1850. Aceste expoziții au prezentat diverse obiecte japoneze, inclusiv hărți, scrisori, textile și obiecte din viața obișnuită. Aceste expoziții au servit drept sursă de mândrie națională pentru Marea Britanie și au ajutat la clădirea unei identități japoneze diferite, separată de identitatea culturală „orientală” generalizată.
James Abbott McNeill Whistler a fost un artist american care a lucrat în principal în Marea Britanie. La sfârșitul secolului al XIX-lea, Whistler a început să respingă stilul realist de pictură pe care contemporanii săi îl favorizau. În schimb, Whistler a descoperit simplitate și tehnicitate în estetica japoneză. În loc să copieze artiști și opere de artă specifice, Whistler a preferat să preia metodele japoneze generale de articulare și compoziție, pe care să le integreze în lucrările sale.

### Artiști influențați de arta și cultura japoneză
| Artist                    | Data nașterii | Data decesului | Naționalitate   | Stil                                                             |
| ------------------------- | ------------- | -------------- | --------------- | ---------------------------------------------------------------- |
| Alfred Stevens            | 1823          | 1906           | belgiană        | Realism, artă de gen                                             |
| James Tissot              | 1836          | 1902           | franceză        | Artă de gen, realism                                             |
| James McNeill Whistler    | 1834          | 1903           | americană       | Tonalism, realism, impresionism                                  |
| Édouard Manet             | 1832          | 1883           | franceză        | Realism, Impresionism                                            |
| Claude Monet              | 1840          | 1926           | franceză        | Impresionism                                                     |
| Vincent van Gogh          | 1853          | 1890           | olandeză        | PostImpresionism                                                 |
| Edgar Degas               | 1834          | 1917           | franceză        | Impresionism                                                     |
| Pierre-Auguste Renoir     | 1841          | 1919           | franceză        | Impresionism                                                     |
| Camille Pissarro          | 1830          | 1903           | daneză-franceză | Impresionism, postimpresionism                                   |
| Paul Gauguin              | 1848          | 1903           | franceză        | Postimpresionism, primitivism                                    |
| Mortimer Menpes           | 1855          | 1938           | australiană     | Estetism                                                         |
| Henri de Toulouse-Lautrec | 1864          | 1901           | franceză        | Postimpresionism, Art Nouveau                                    |
| Mary Cassatt              | 1844          | 1926           | americană       | Impresionism                                                     |
| George Hendrik Breitner   | 1857          | 1923           | olandeză        | Impresionism de Amsterdam                                        |
| Bertha Lum                | 1869          | 1954           | americană       | imprimeuri în stil japonez                                       |
| William Bradley           | 1801          | 1857           | engleză         | portret                                                          |
| Aubrey Beardsley          | 1872          | 1898           | engleză         | Art Nouveau, estetism                                            |
| Arthur Wesley Dow         | 1857          | 1922           | americană       | Mișcarea Arts and Crafts, imprimeuri în stil japonez             |
| Gustave Léonard de Jonghe | 1829          | 1893           | belgiană        | Realism social, realism, orientalism                             |
| Alphonse Mucha            | 1860          | 1939           | cehă            | Art Nouveau                                                      |
| Gustav Klimt              | 1862          | 1918           | austriacă       | Art Nouveau, simbolism                                           |
| Pierre Bonnard            | 1867          | 1947           | franceză        | Postimpresionism                                                 |
| Frank Lloyd Wright        | 1867          | 1959           | americană       | Prairie School                                                   |
| Charles Rennie Mackintosh | 1868          | 1928           | scoțiană        | Simbolism, Mișcarea Arts and Crafts, Art Nouveau, stilul Glasgow |
| Louis Comfort Tiffany     | 1848          | 1933           | americană       | designer de bijuterii și sticlă                                  |
| Helen Hyde                | 1868          | 1919           | americană       | imprimeuri în stil japonez                                       |
| Georges Ferdinand Bigot   | 1860          | 1927           | franceză        | Caricatură                                                       |

Primele puneri în scenă populare din Asia au fost reprezentări englezești ale Japoniei. Opera comică Kosiki (în mod original intitulată Mikado, dar redenumită după protestul Japoniei) a fost scrisă în 1876. În 1885, Gilbert și Sullivan, aparent mai puțin preocupați de percepțiile japoneze, au prezentat în premieră propria lor variantă de Mikado. Această operă comică s-a bucurat de o popularitate imensă în toată Europa, unde 17 companii au interpretat-o de 9.000 de ori în următorii doi ani de la premiera sa. Tradusă în germană în 1887, Mikado a rămas cea mai populară dramă din Germania în perioada 1890-1900. În urma acestei popularități, comediile plasate în Asia, prezentând figuri asiatice comice au apărut în ascensiune rapidă, atât sub forma de operă comică, cât și sub cea dramatică.

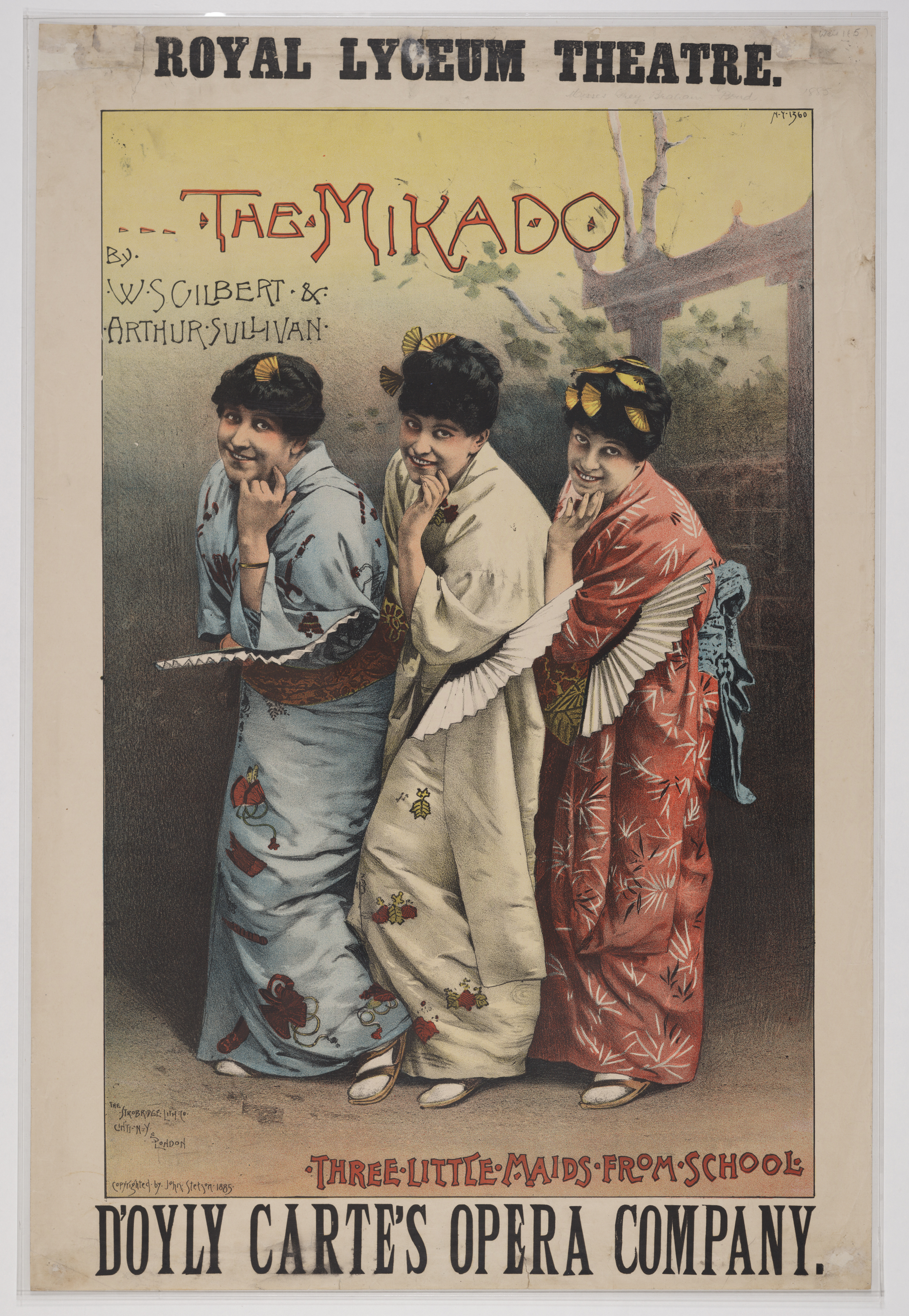
Afiș publicitar pentru opera comică Mikado, care a avut loc în Japonia (1885)

Succesoarea piesei Mikado drept cea mai populară dramă japoneză din Europa, opera lui Sidney Jones Gheișa (1896) a adăugat personajului eponim grupei de personajelor de bază reprezentând Japonia, figura gheișei aparținând categoriei de „obiecte” care în sine au reprezentat Japonia. în Germania și în tot Occidentul. Perioada 1904-1918 a prezentat un avânt european al dramelor cu gheișe. Cea mai faimoasă dintre acestea a fost opera lui Puccini, Madama Butterfly. În 1900, Puccini a vizionat o punere în scenă a piesei cu același nume a lui David Belasco și se spune că a găsit-o atât de emoționantă încât a plâns. Popularitatea operei a adus o mulțime de piese cu titlul Madama, inclusiv Madamele Cherry, Espirit, Flott, Flirt, Wig-Wag, Leichtsinn și Tip Top, toate apărând în jurul anului 1904 și dispărând relativ rapid. Ele au avut totuși un efect de durată, iar gheișa s-a stabilit printre pergamentele, jadul și imaginile Muntelui Fuji care erau reprezentative pentru Japonia în occident. La fel cum această figură umană a gheișei a fost redusă la nivelul altor obiecte care semnifică Japonia în materie de dramă, interpreții japonezi din Germania au ajutat dramaturgii germani în scopul lor de a reînnoi drama germană. Exact așa cum ukiyo-e s-a dovedit a fi folositor în Franța, separat de orice înțelegere a Japoniei, trupele de actori și dansatori japonezi care au făcut turnee în Europa au oferit materiale pentru „un nou mod de a dramatiza” pe scenă. În mod ironic, popularitatea și influența acestor drame japoneze au avut o mare legătură cu occidentalizarea teatrului japonez în general și a pieselor interpretate în Europa în mod special.
Inventată pentru teatrul Kabuki din Japonia în secolul al XVIII-lea, scena rotativă a fost introdusă în teatrul occidental prin teatrul Residenz din München în 1896 sub influența obsesiei pentru japonism. Influența japoneză asupra dramei germane a apărut pentru prima dată în scenografie. Karl Lautenschlager a preluat scena rotativă Kabuki în 1896 și zece ani mai târziu Max Reinhardt a folosit-o în premiera operei Frühlings Erwachen de Frank Wedekind. Curând, această scenă rotativă a devenit o tendință la Berlin. O altă adaptare a scenei Kabuki populară printre regizorii germani a fost Blumensteg, o extensie a scenei în public. Legătura Europei cu Kabuki a venit fie din călătorii în Japonia, fie din texte, dar și prin intermediul trupelor japoneze care au făcut turnee în Europa. În 1893, Kawakami Otojiro și trupa sa de actori au ajuns la Paris, revenind din nou în 1900 și jucând la Berlin în 1902. Trupa lui Kawakami a interpretat două piese, Kesa și Shogun, ambele fiind occidentalizate și interpretate fără muzică, eliminându-se mare parte din dialog. Astfel, spectacolele tindeau spre pantomimă și dans. Dramaturgii și criticii au perceput ceea ce au văzut drept o „re-teatralizare a teatrului”. Printre actorii din aceste piese s-a numărat și Sada Yacco, prima vedetă japoneză din Europa, care a influențat pionierii dansului modern precum Loie Fuller și Isadora Duncan; aceasta a cântat pentru regina Victoria în 1900 și s-a bucurat de statutul de vedetă europeană.

## Grădinile japoneze

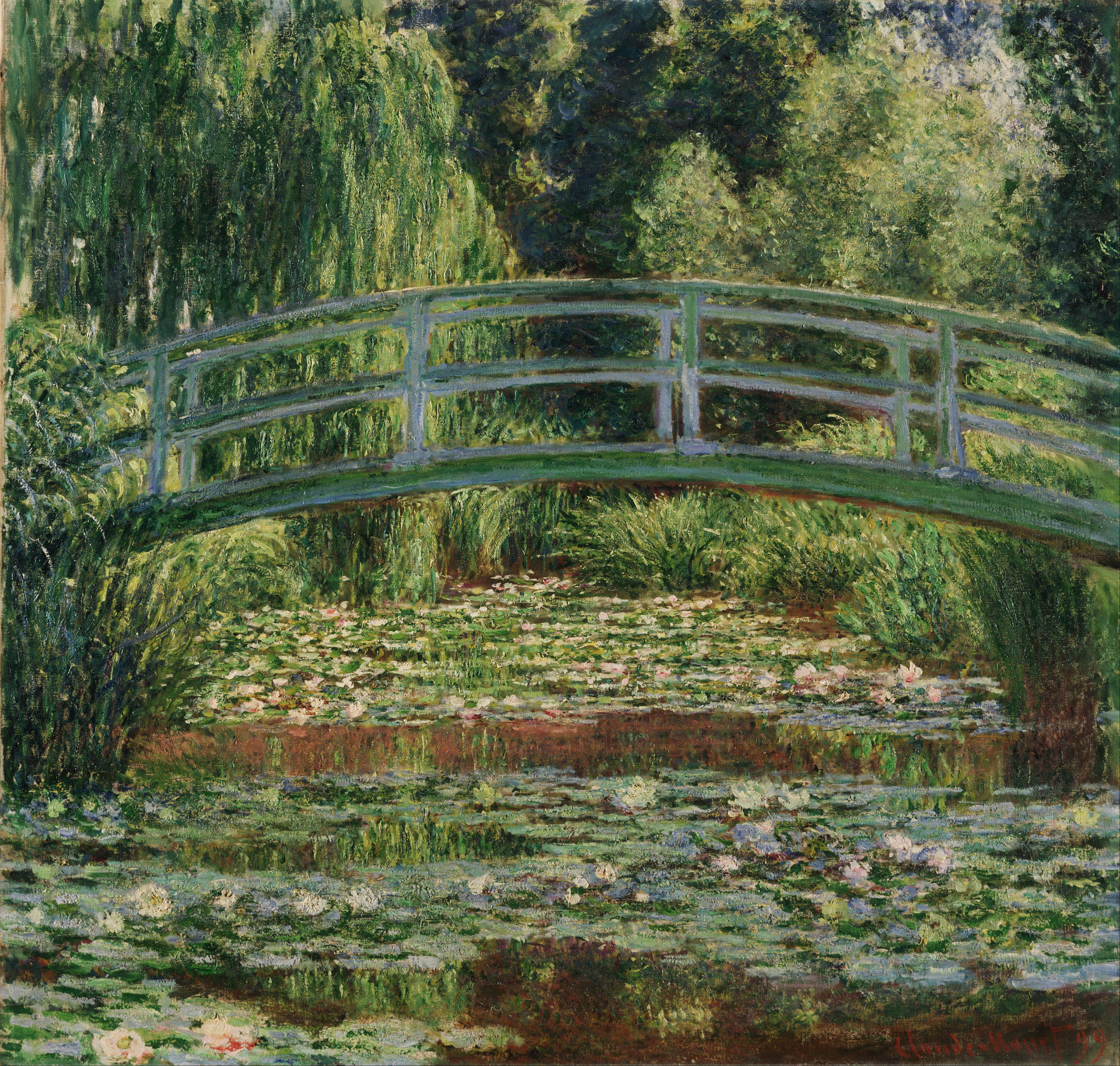
Grădina lui Claude Monet din Giverny cu podul japonez și lacul cu nuferi (1899)

Estetica grădinilor japoneze a fost introdusă în lumea vorbitoare de limbă engleză de către Josiah Conder Landscape Gardening in Japan ( Kelly &amp; Walsh, 1893), care a dat naștere primelor grădini japoneze din Occident. O a doua ediție a fost publicată în 1912.
Tassa (Saburo) Eida a creat mai multe grădini influente, două pentru Expoziția japoneză de la Londra din 1910 și una plănuită pe parcursul a patru ani pentru William Walker, primul baron Wavertree. Aceasta din urmă poate fi încă vizitată la Herghelia Națională Irlandeză.
Constructia grădinii japoneze a lui Samuel Newsom (1939) a perceput estetica japoneză drept corector în construcția grădinilor de stânci, care își datorau originile diferite în Occident dorinței de la mijlocul secolului al XIX-lea de a crește plante alpine într-o apropiere a grohotișului alpin. Conform Garden History Society, grădinarul japonez Seyemon Kusumoto a fost implicat în dezvoltarea a aproximativ 200 de grădini în Marea Britanie. În 1937, a expus o grădină de stânci la Chelsea Flower Show și a lucrat la domeniul Burngreave din Bognor Regis, o grădină japoneză din Cottered în Hertfordshire și la curțile de la Du Cane Court din Londra.
Pictorul impresionist Claude Monet și-a modelat părți din grădina sa din Giverny după elemente japoneze, precum podul peste iazul cu nuferi, pe care l-a pictat de multe ori. În această serie, detaliind doar câteva puncte selectate, cum ar fi podul sau crinii, el a fost influențat de metodele vizuale tradiționale japoneze găsite în marea sa colecție de imprimeuri ukiyo-e. De asemenea, a plantat un număr mare de specii native japoneze pentru a oferi grădinii un aer mai exotic.

## Muzeele
În Statele Unite, fascinația pentru arta japoneză s-a extins colecționarilor și muzeelor, consolidând colecții semnificative care încă există și au influențat multe generații de artiști. Epicentrul a fost în Boston, probabil datorită Isabellei Stewart Gardner, o pionieră a colecționării de artă asiatică. Drept urmare, Muzeul de Arte Frumoase din Boston pretinde acum că găzduiește cea mai frumoasă colecție de artă japoneză din afara Japoniei. Galeria de artă Freer și Galeria Arthur M. Sackler dețin cea mai mare bibliotecă de cercetare artistică asiatică din Statele Unite, unde găzduiesc artă japoneză împreună cu lucrările lui Whistler influențate de aceasta.

## Galerie

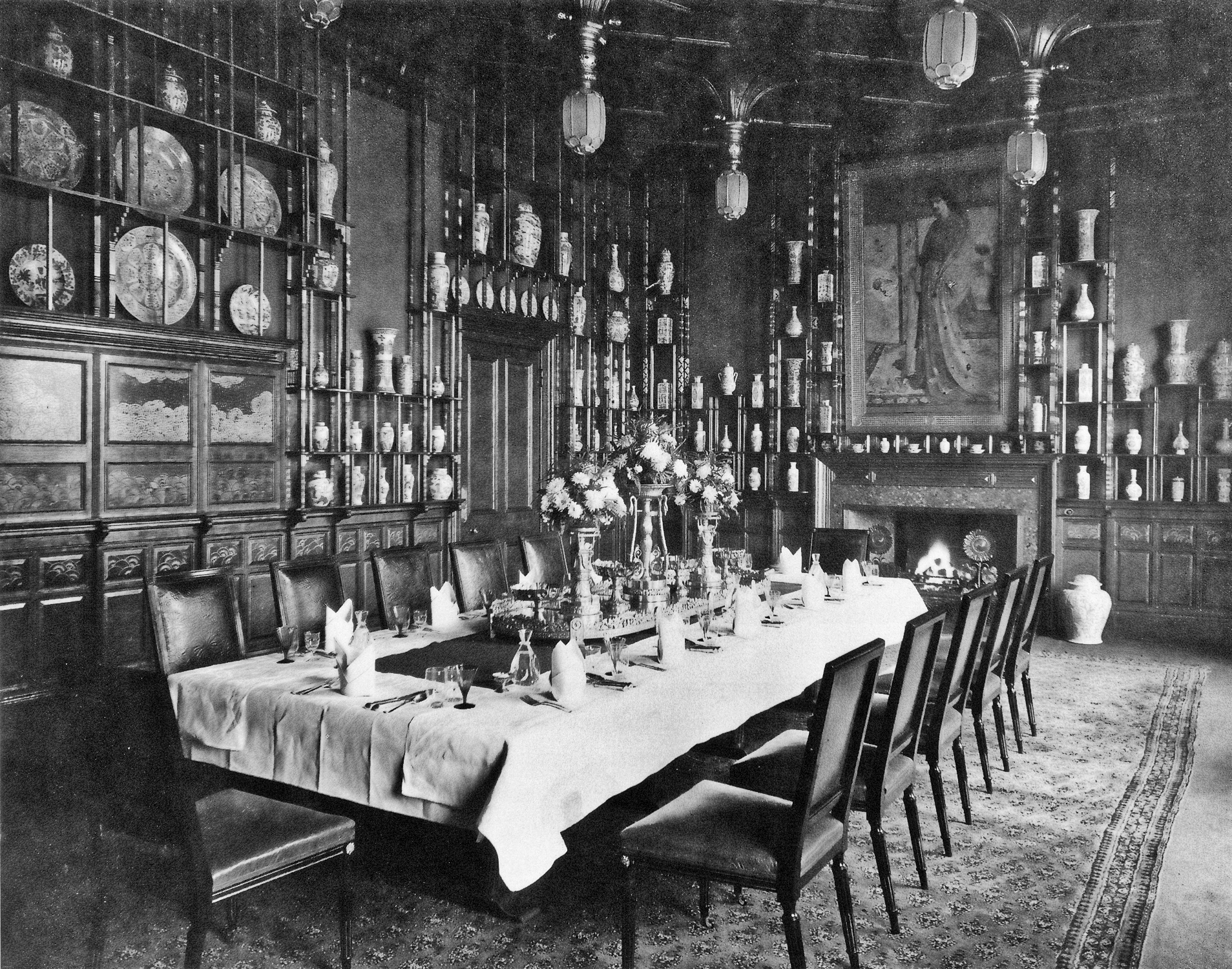
James McNeill Whistler, The Peacock Room⁠(d), 1876–1877
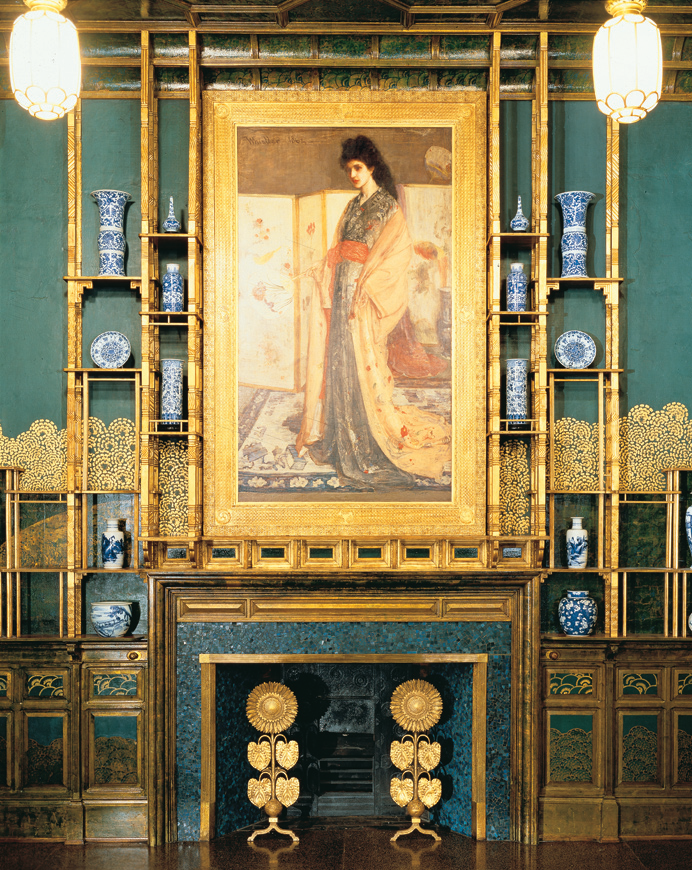
James McNeill Whistler, The Princess from the Land of Porcelain, 1863–1865
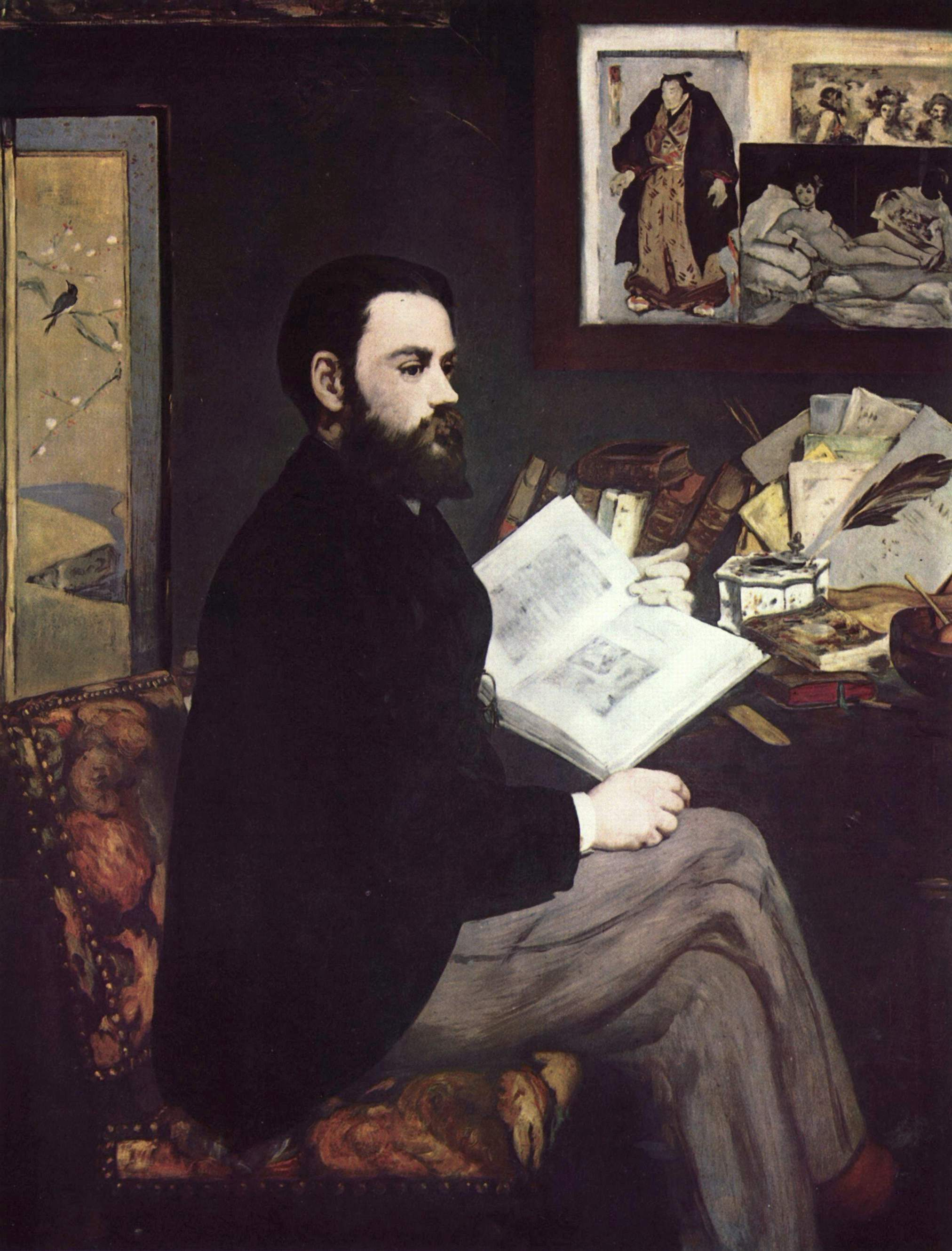
Édouard Manet, Portrait of Émile Zola, 1868
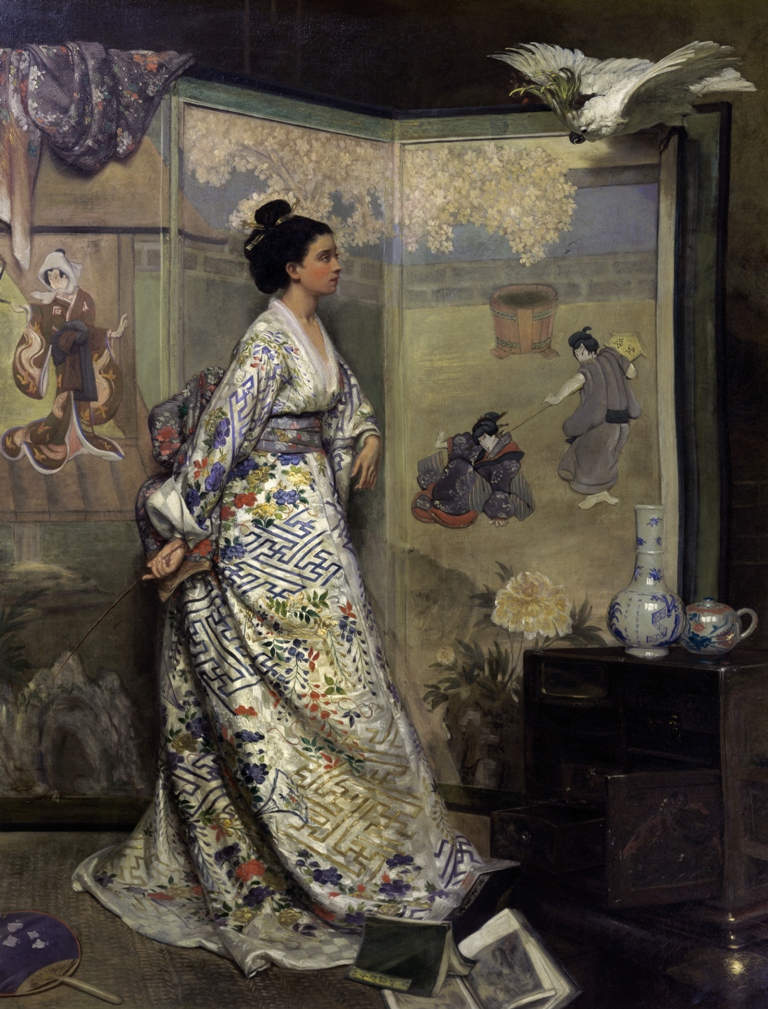
Gustave Léonard de Jonghe⁠(d), The Japanese Fan, c. 1865
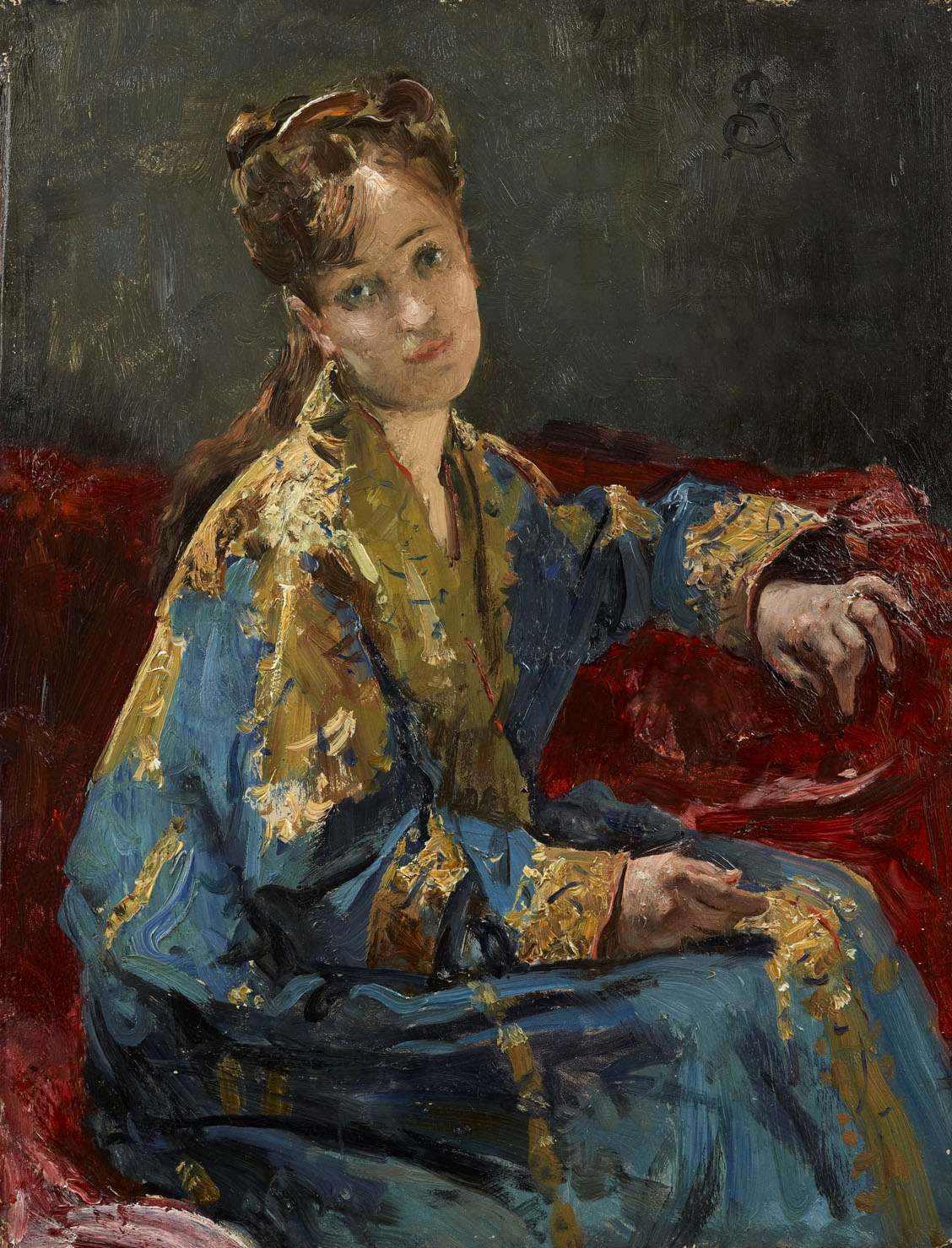
Alfred Stevens⁠(d), Girl Wearing a Kimono, 1872
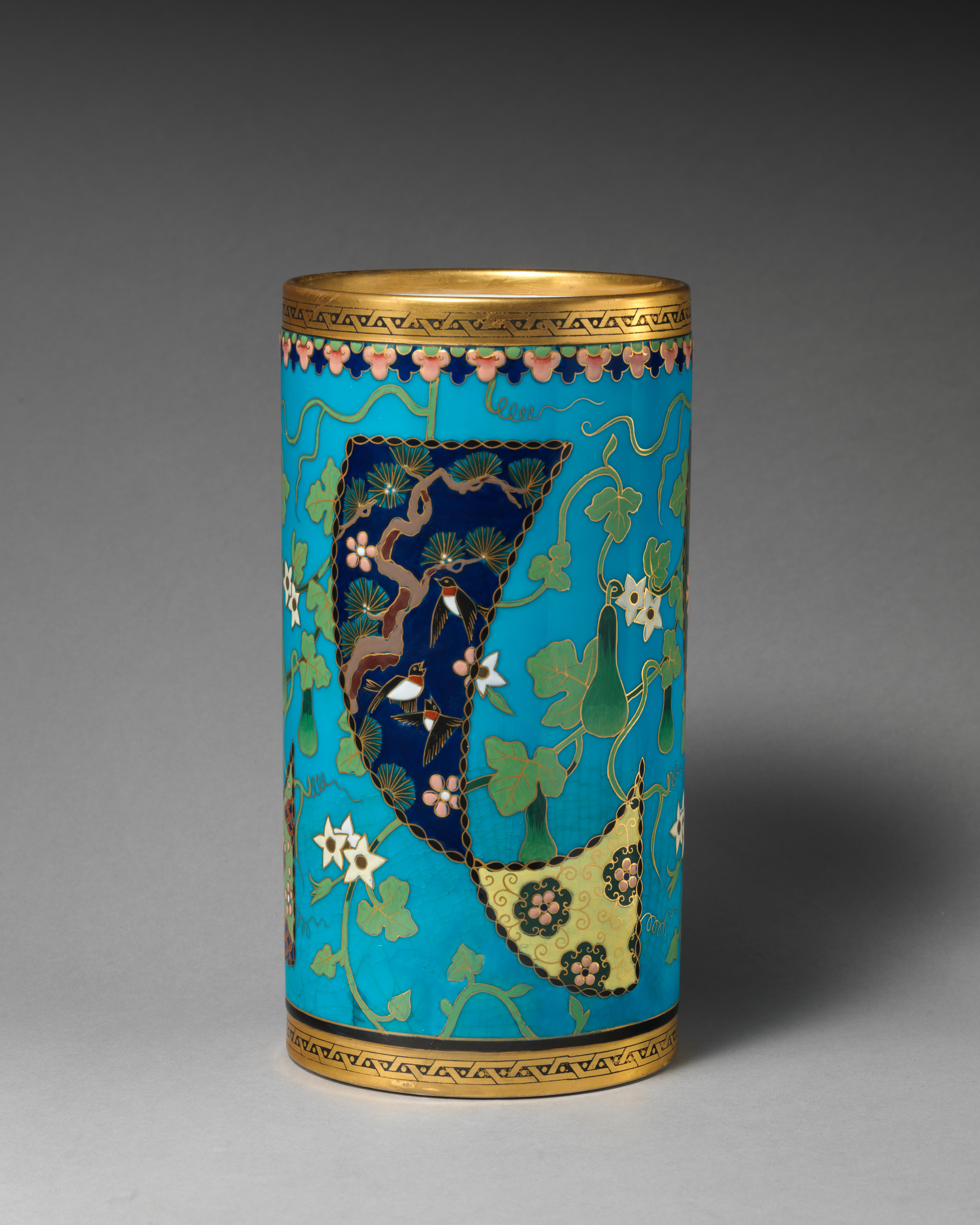
Large spill vase, c. 1872
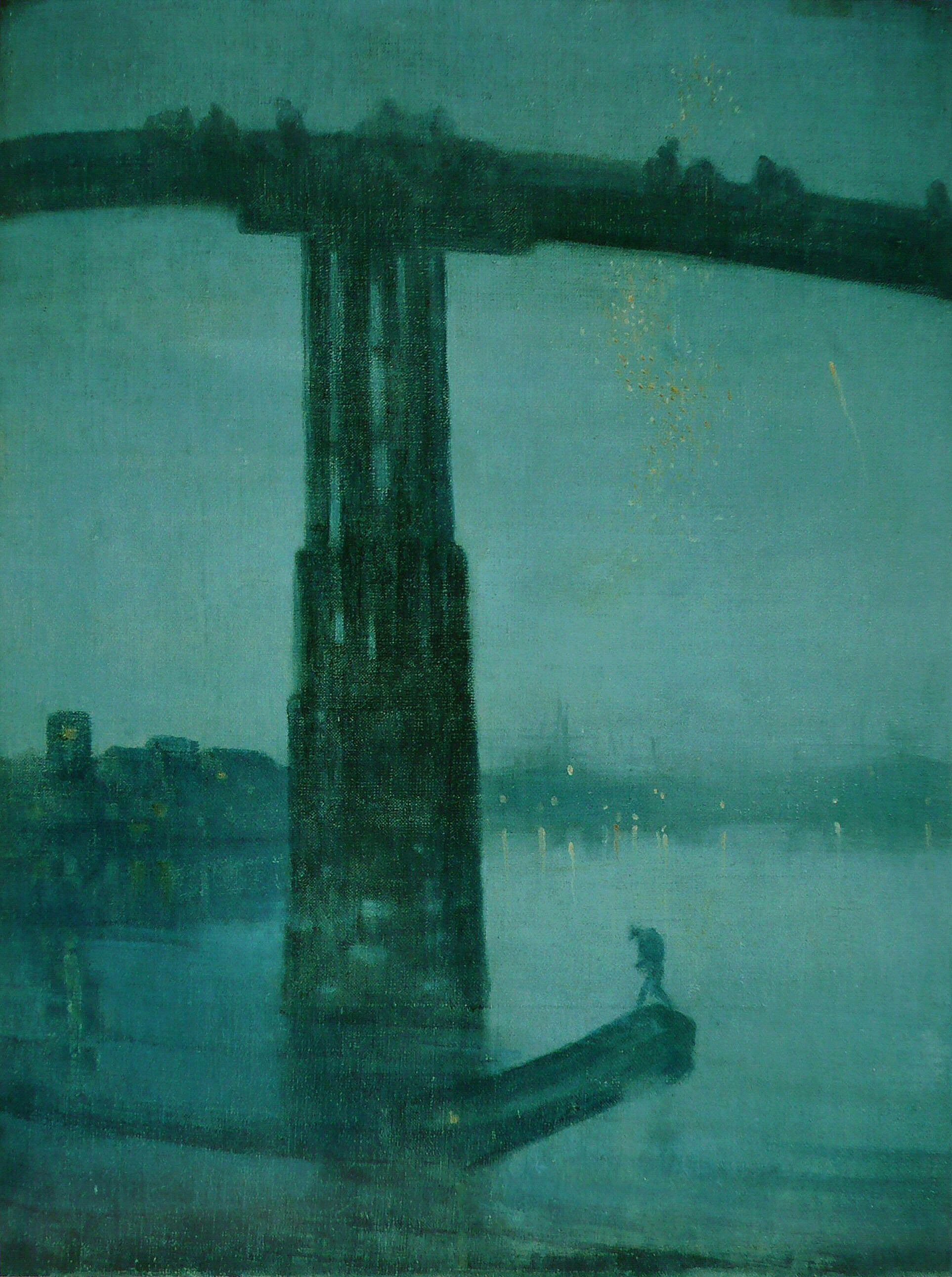
James McNeill Whistler, Nocturne in Blue and Gold: Old Battersea Bridge, 1872–1875
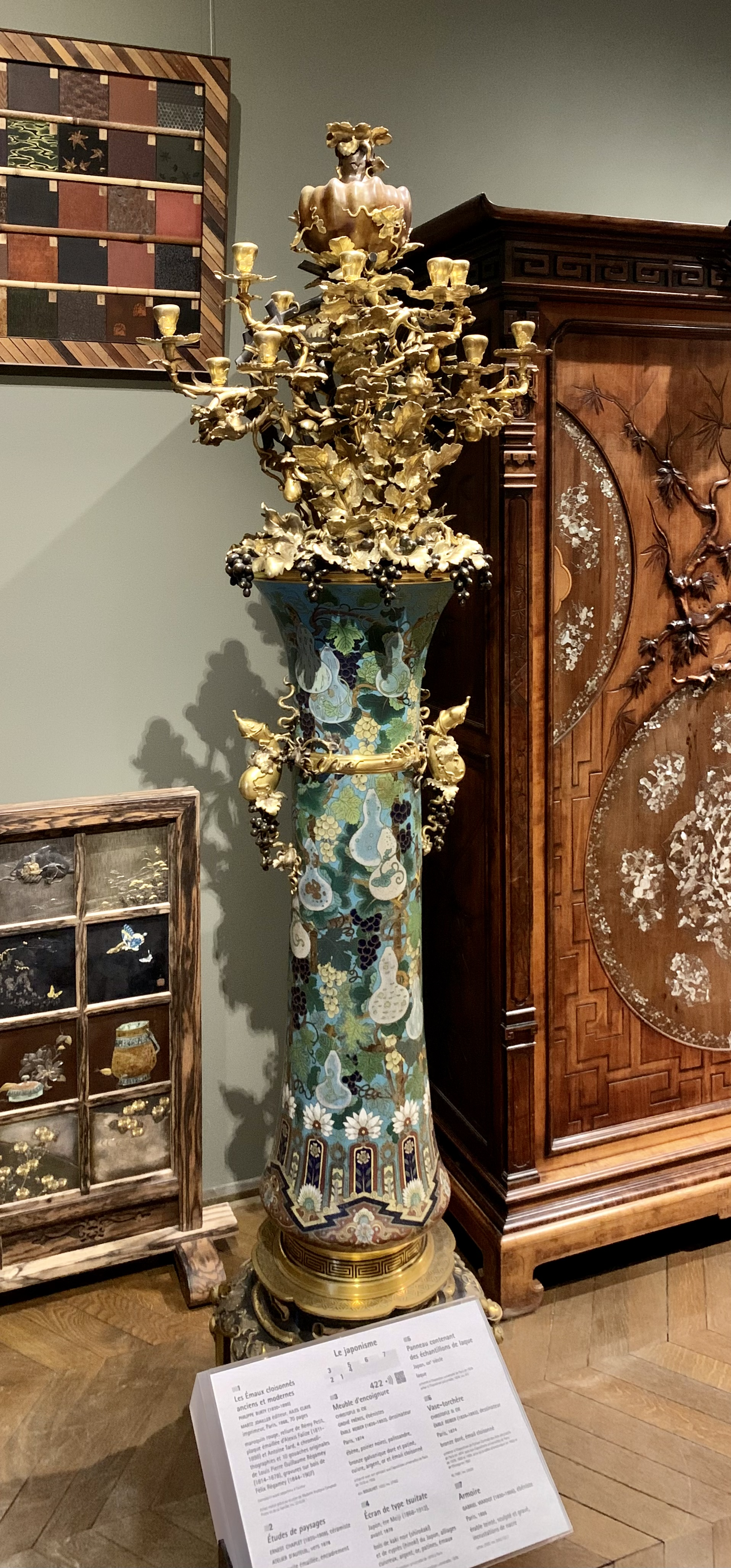
Christofle & Cie and Émile Reiber, chandelier vase, 1874
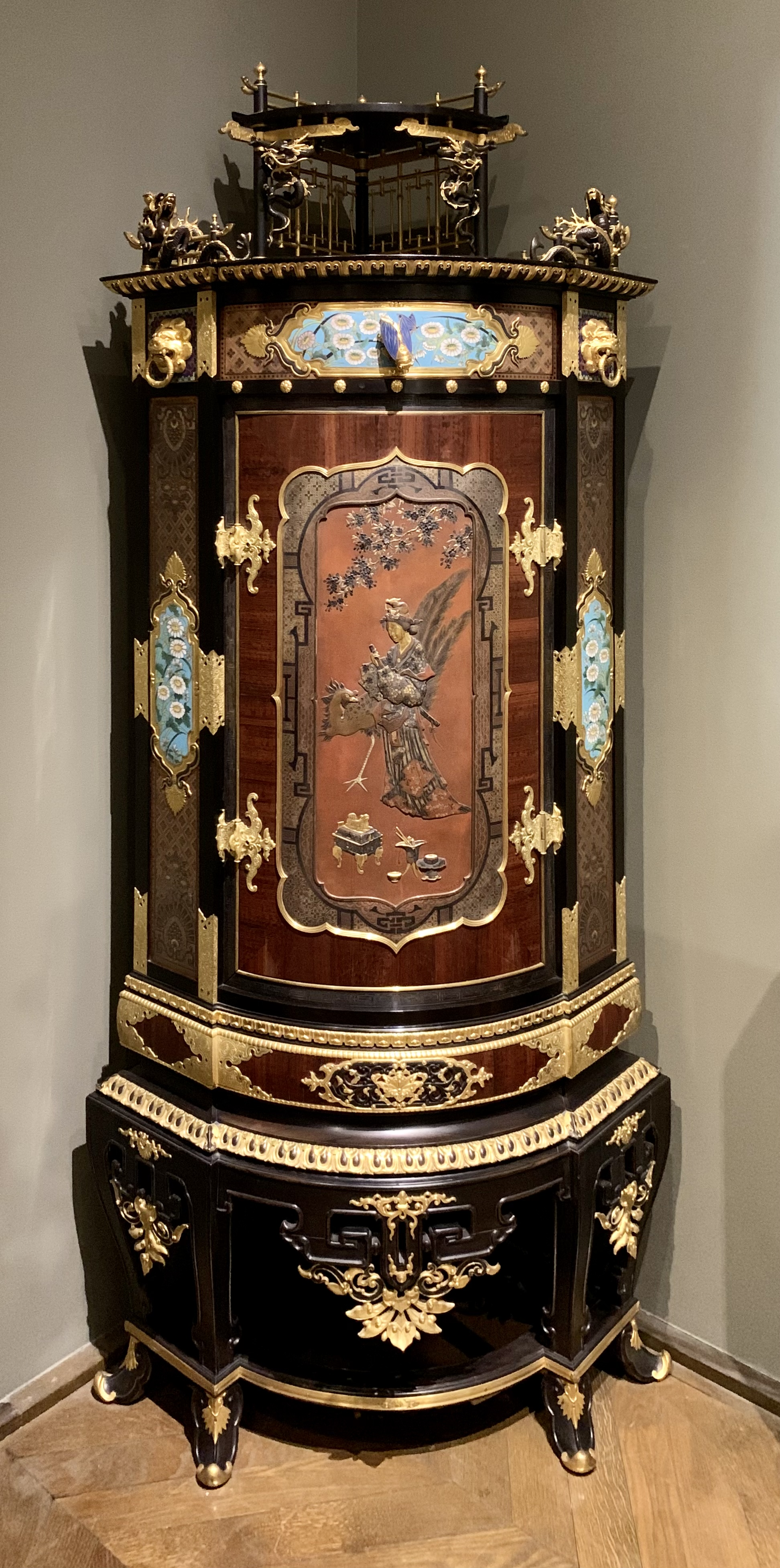
Émile Reiber, Grohé Brothers, Eugène Capy, Antoine Tard, and Christofle & Cie, corner cabinet, 1874–1878
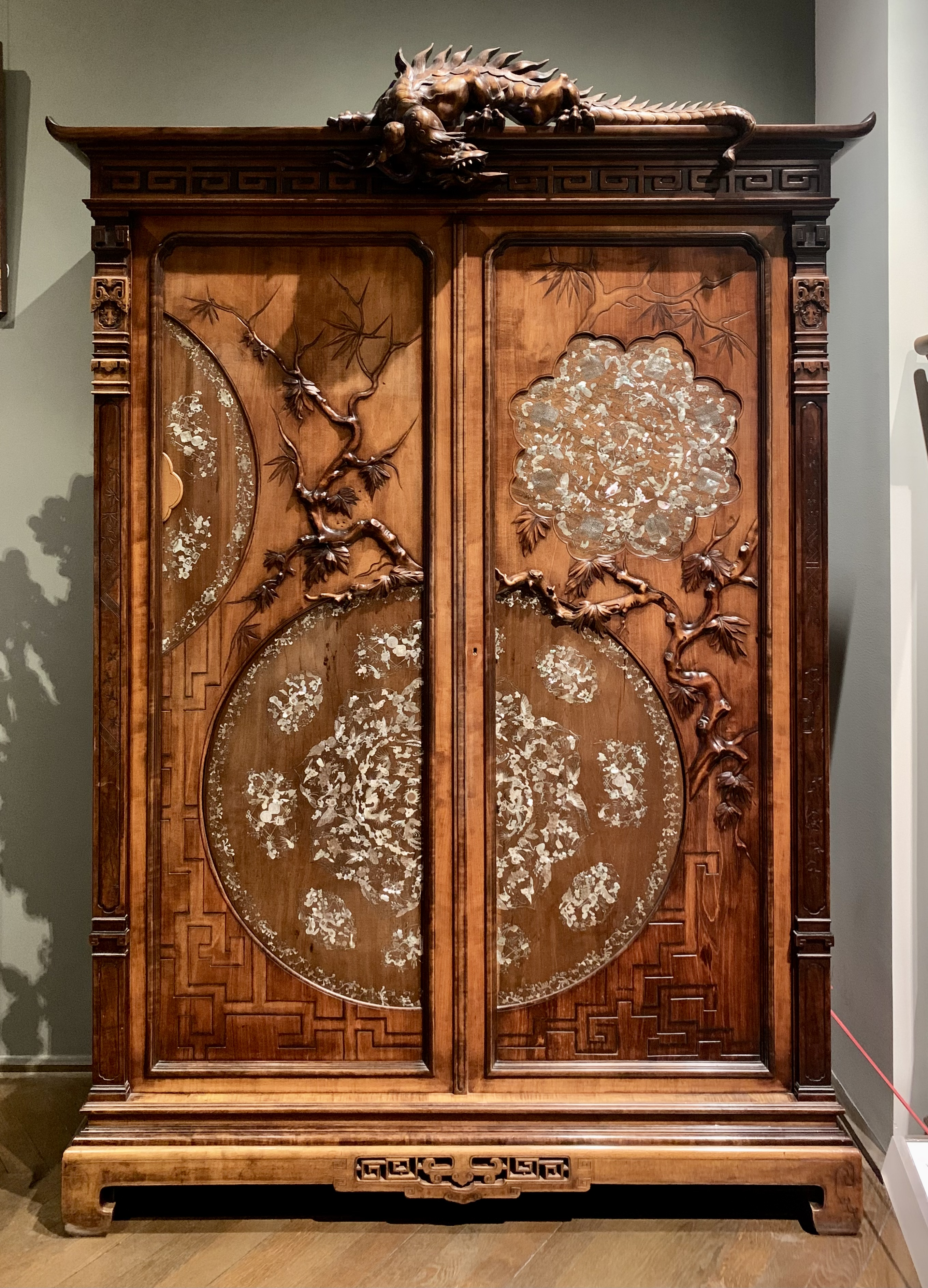
Léon Dromard, cabinet, c. 1874–1889
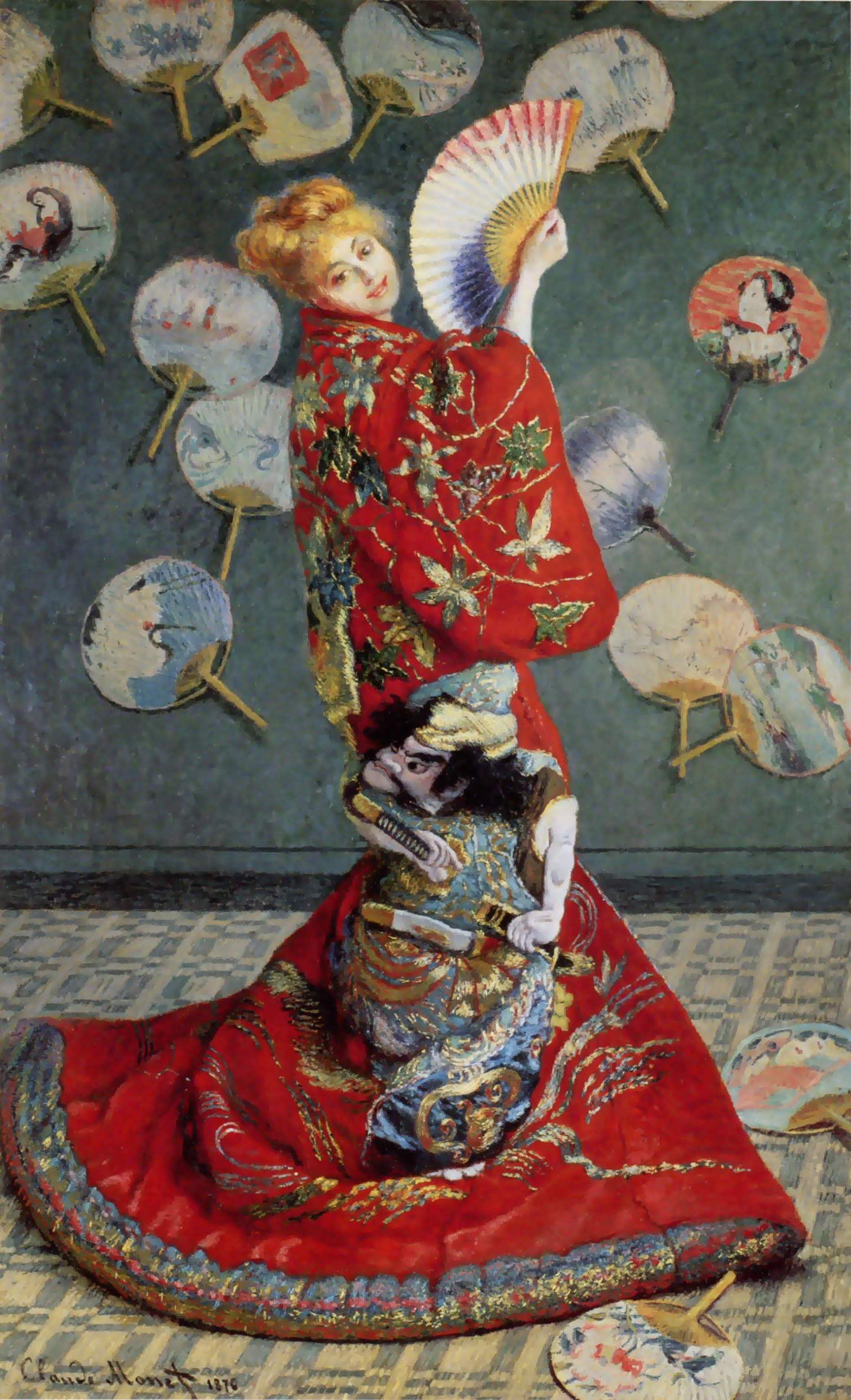
Claude Monet, Madame Monet en costume Japonais, 1875
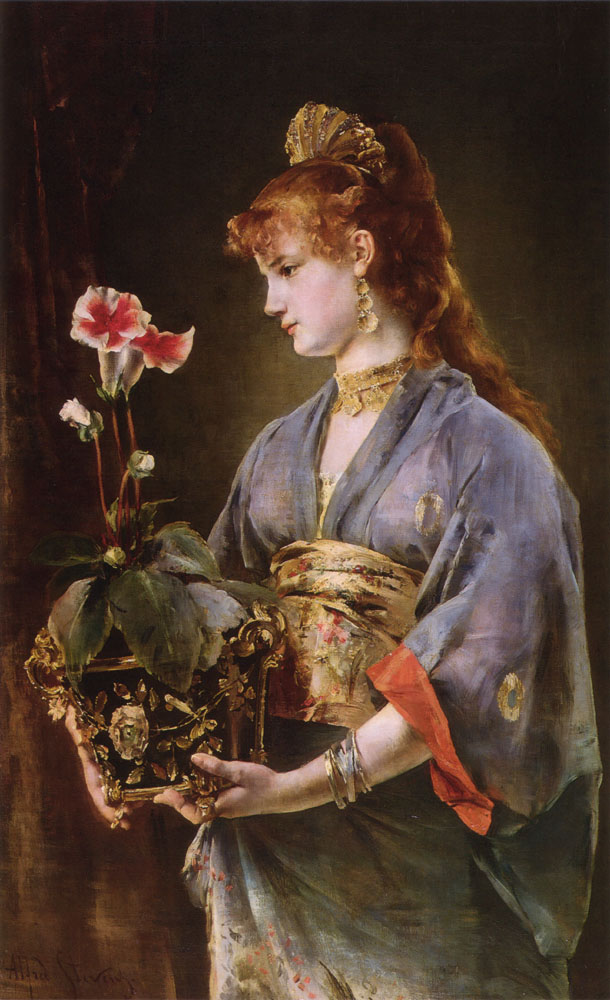
Alfred Stevens⁠(d), Yamatori, c. 1878
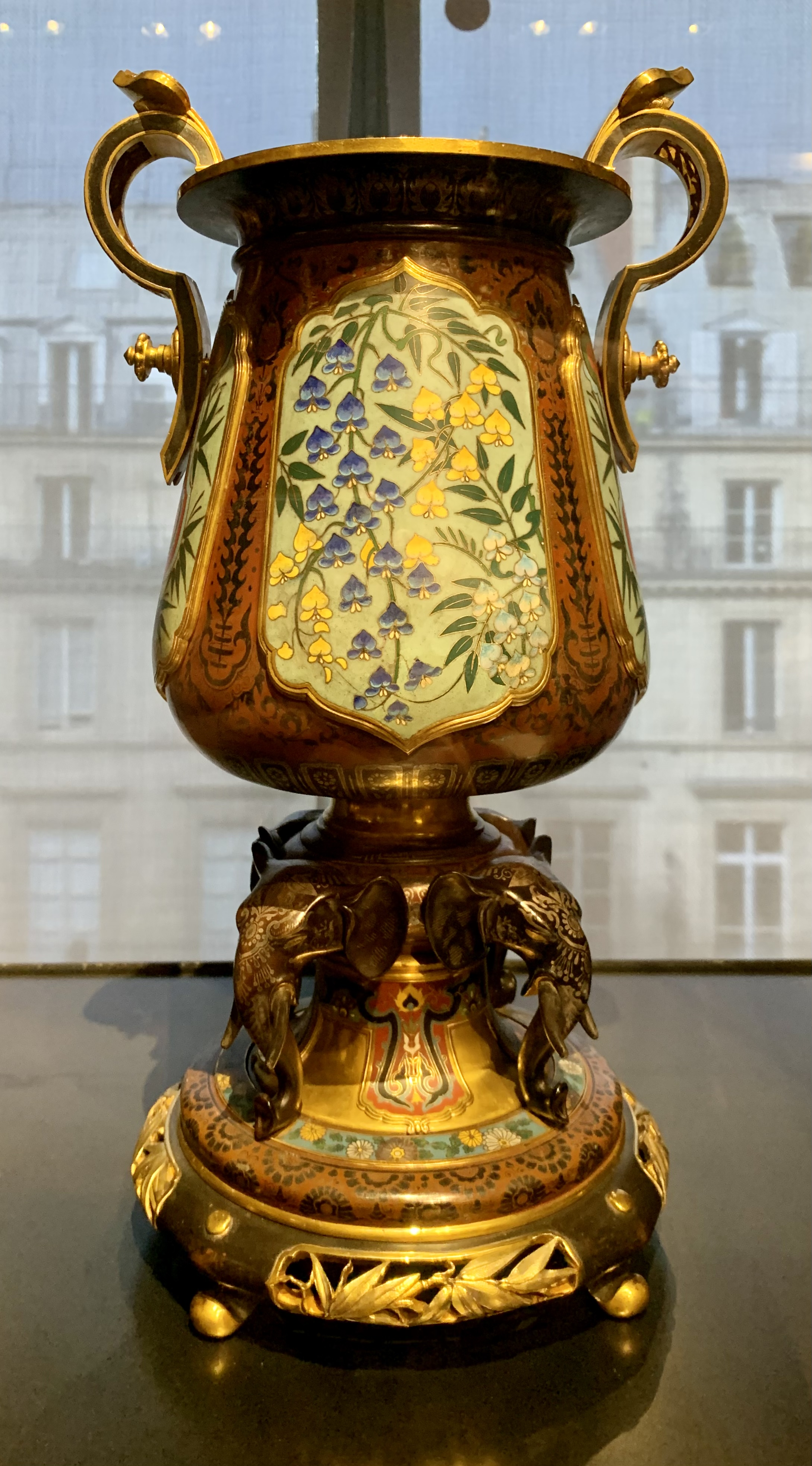
Christofle & Cie and Émile Reiber, «Elephant» Vase, 1878
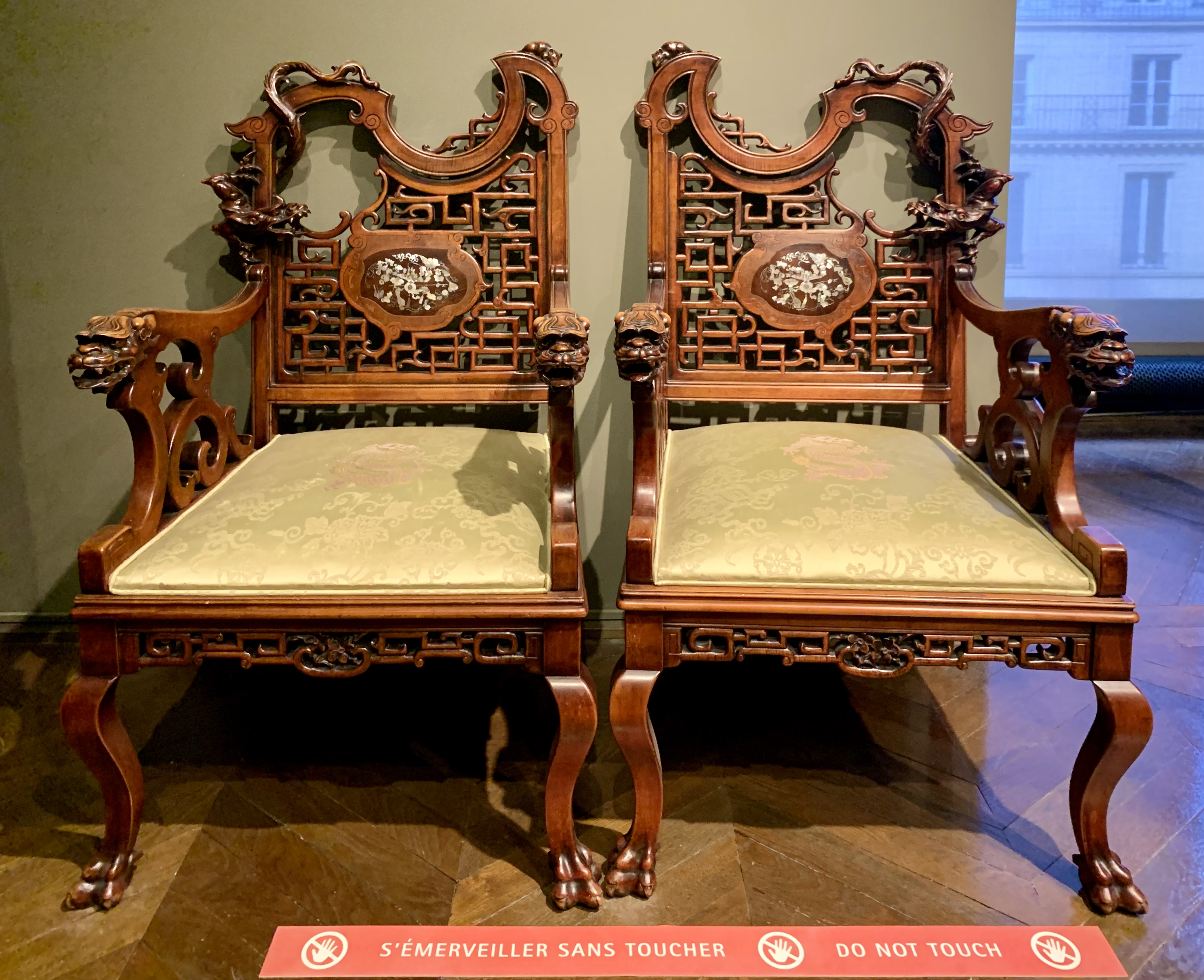
Gabriel Viardot, Paris, pair of armchairs, c. 1880
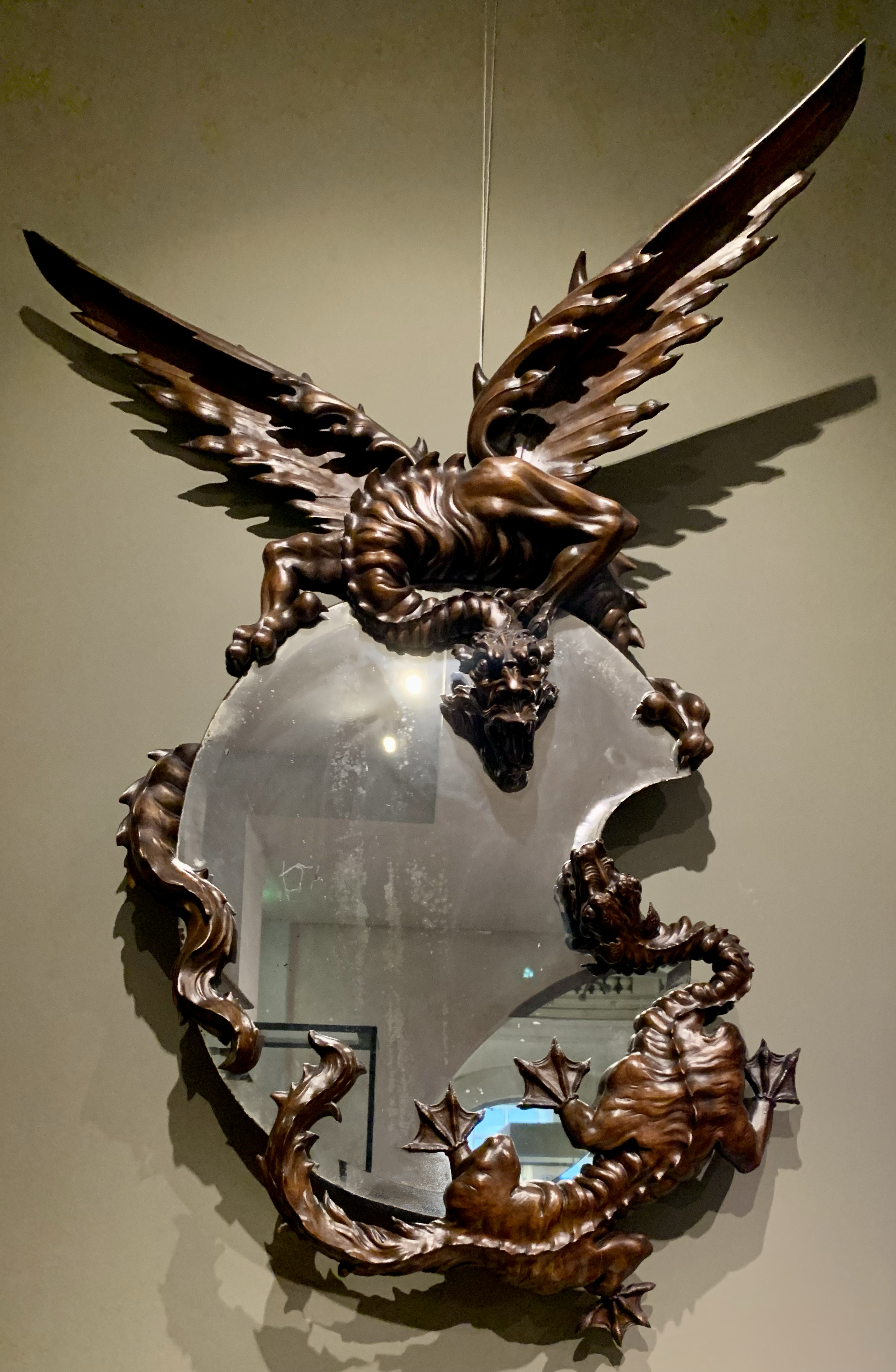
Gabriel Viardot, mirror with frame, c. 1880
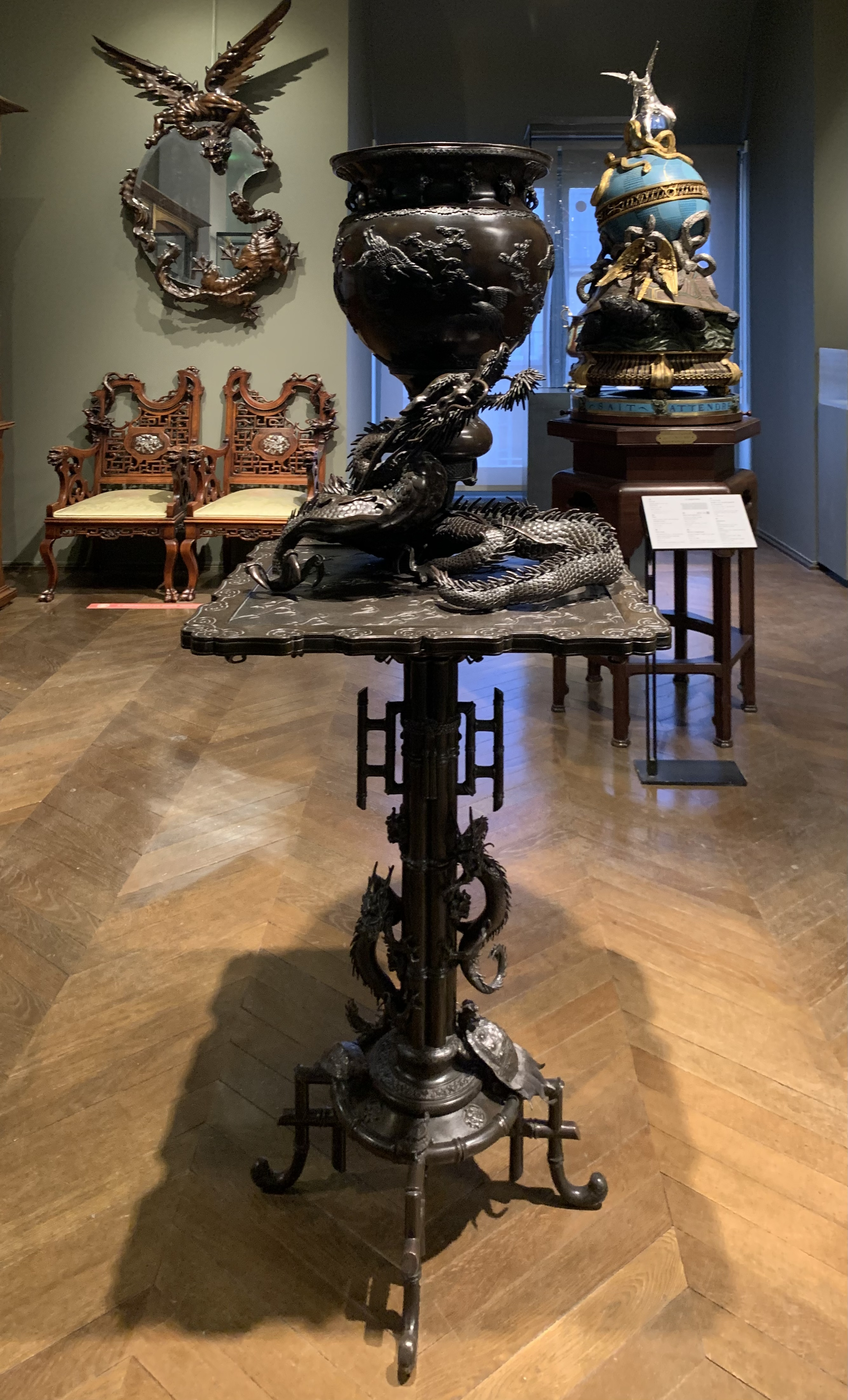
Édouard Lièvre and Maison Ferdinand Barbedienne, jardinière, c. 1880
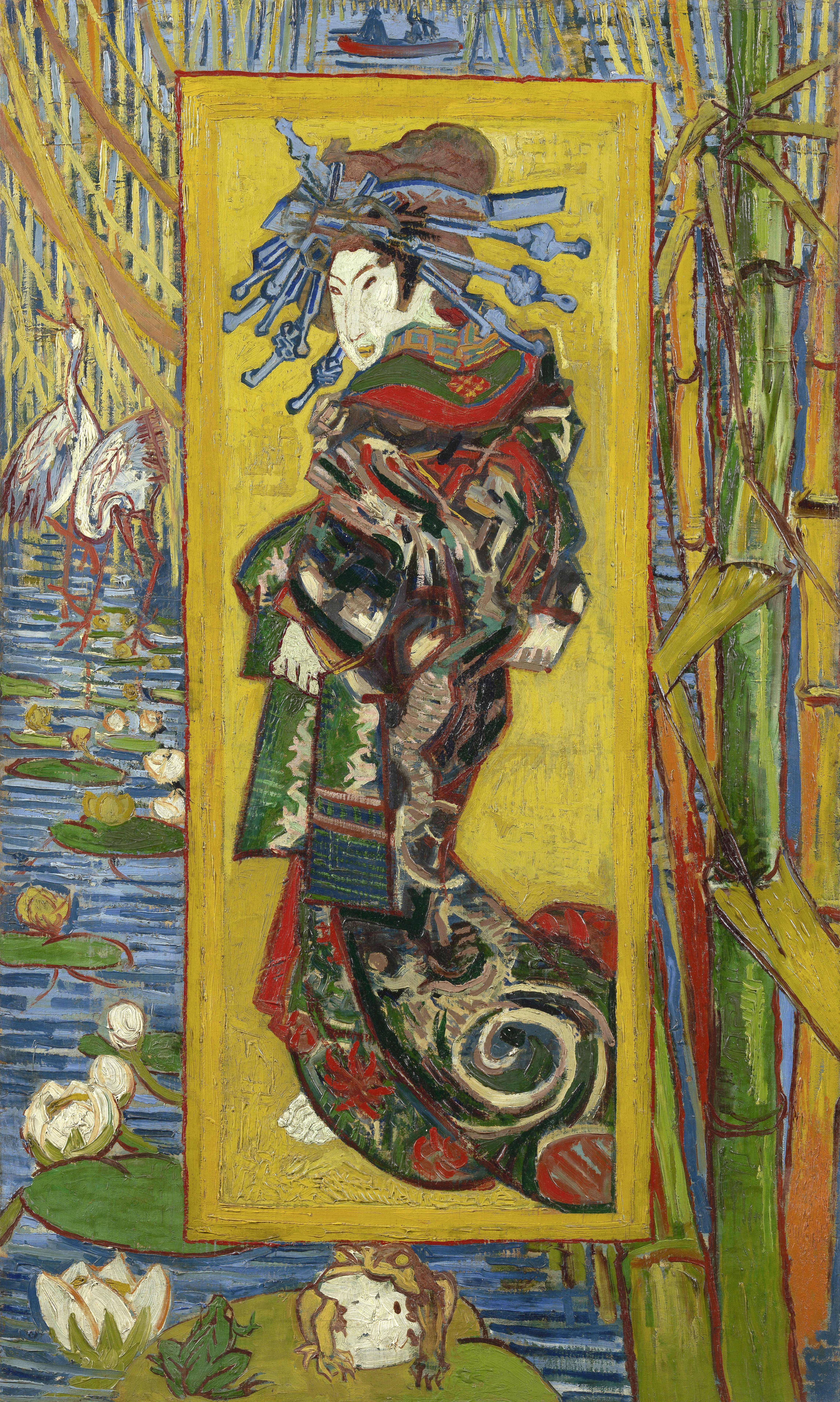
Vincent van Gogh, La courtisane (after Keisai Eisen⁠(d)), 1887
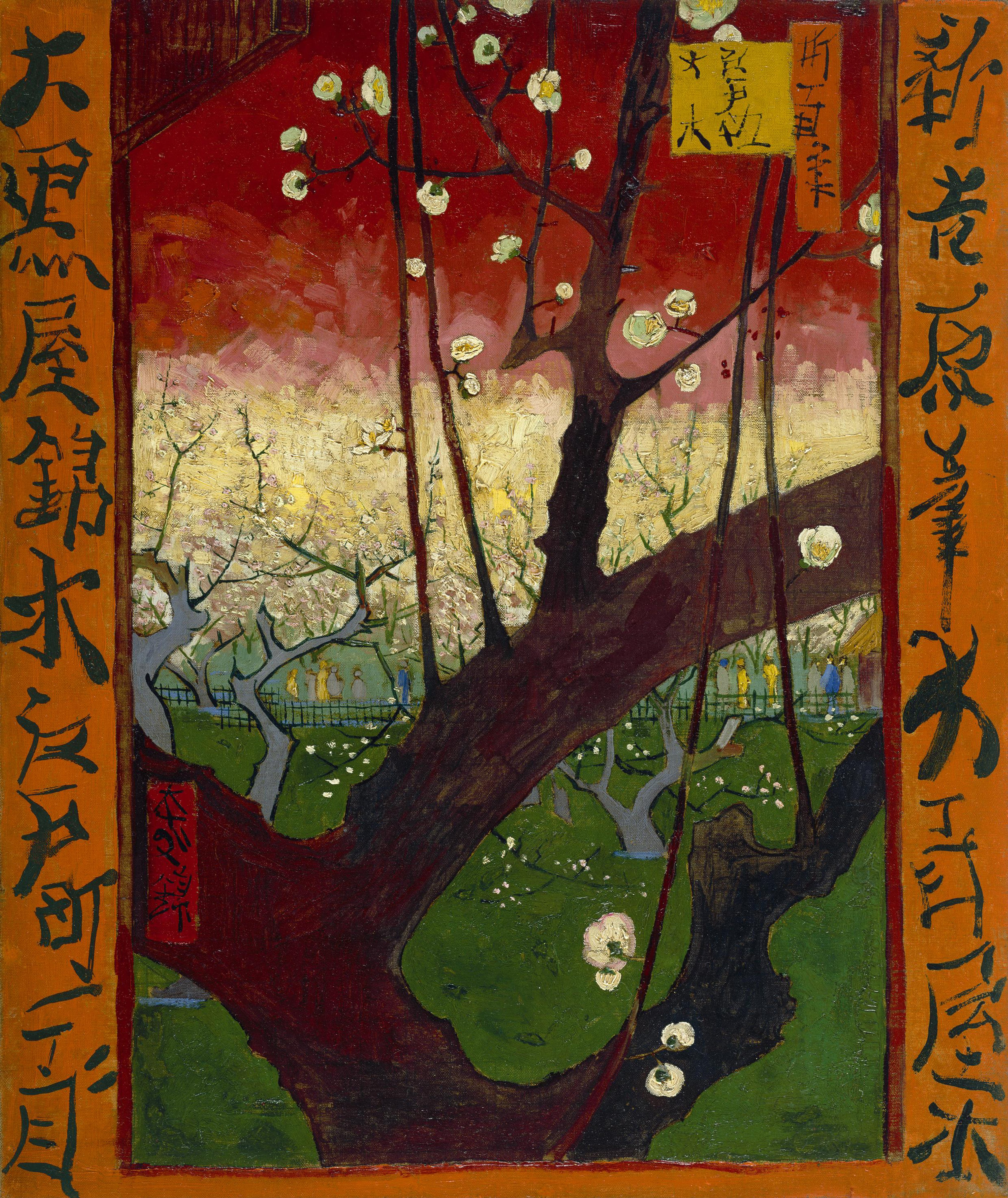
Vincent van Gogh, The Blooming Plum Tree (after Hiroshige's Plum Park in Kameido⁠(d)), 1887
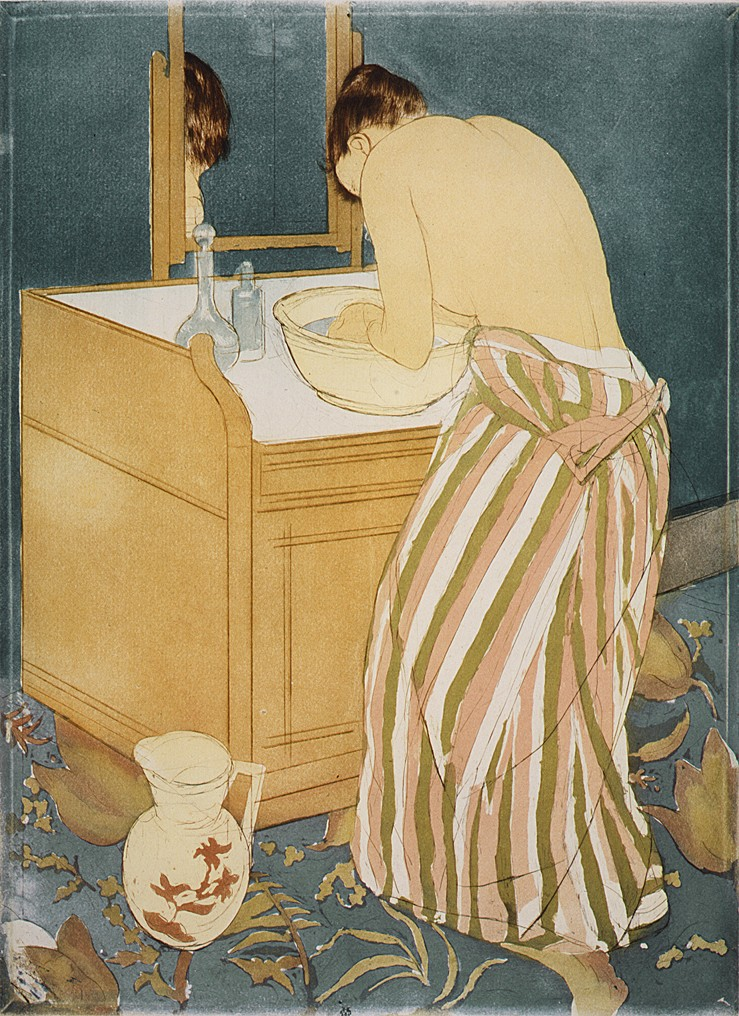
Mary Cassatt, Woman Bathing (La Toilette), 1890–91, Drypoint and aquatint print
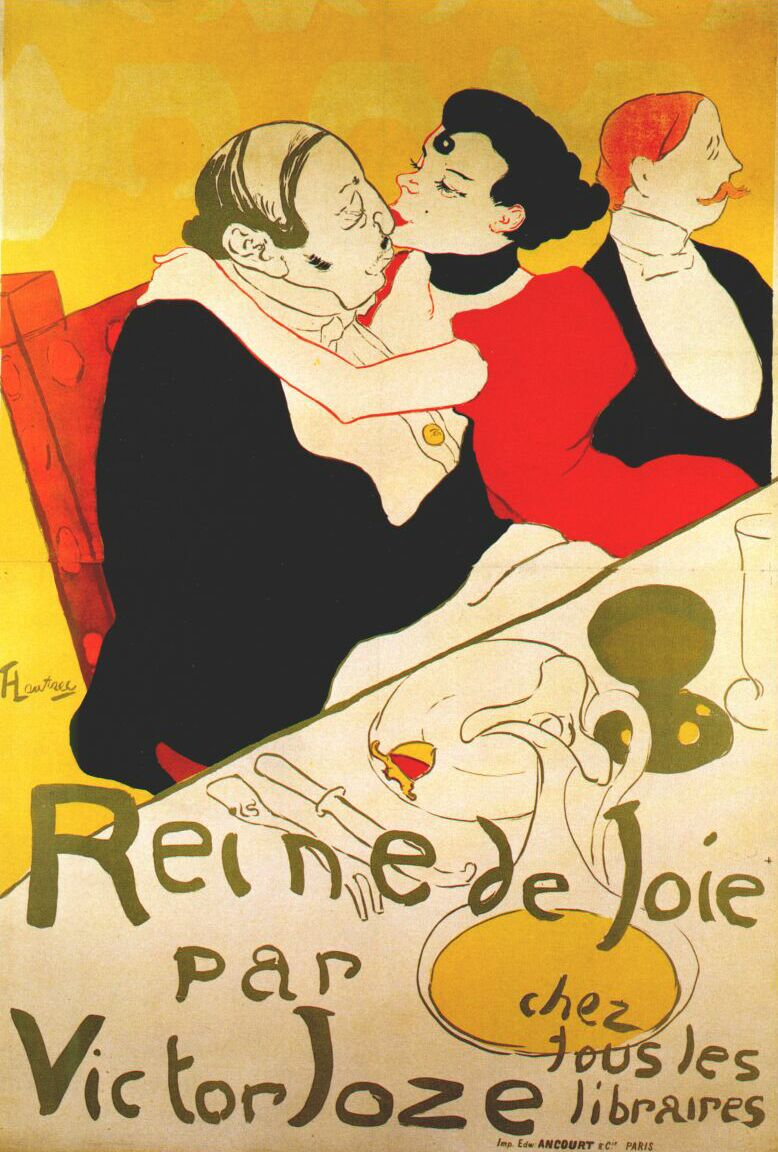
Henri de Toulouse-Lautrec Lithograph poster of 1892
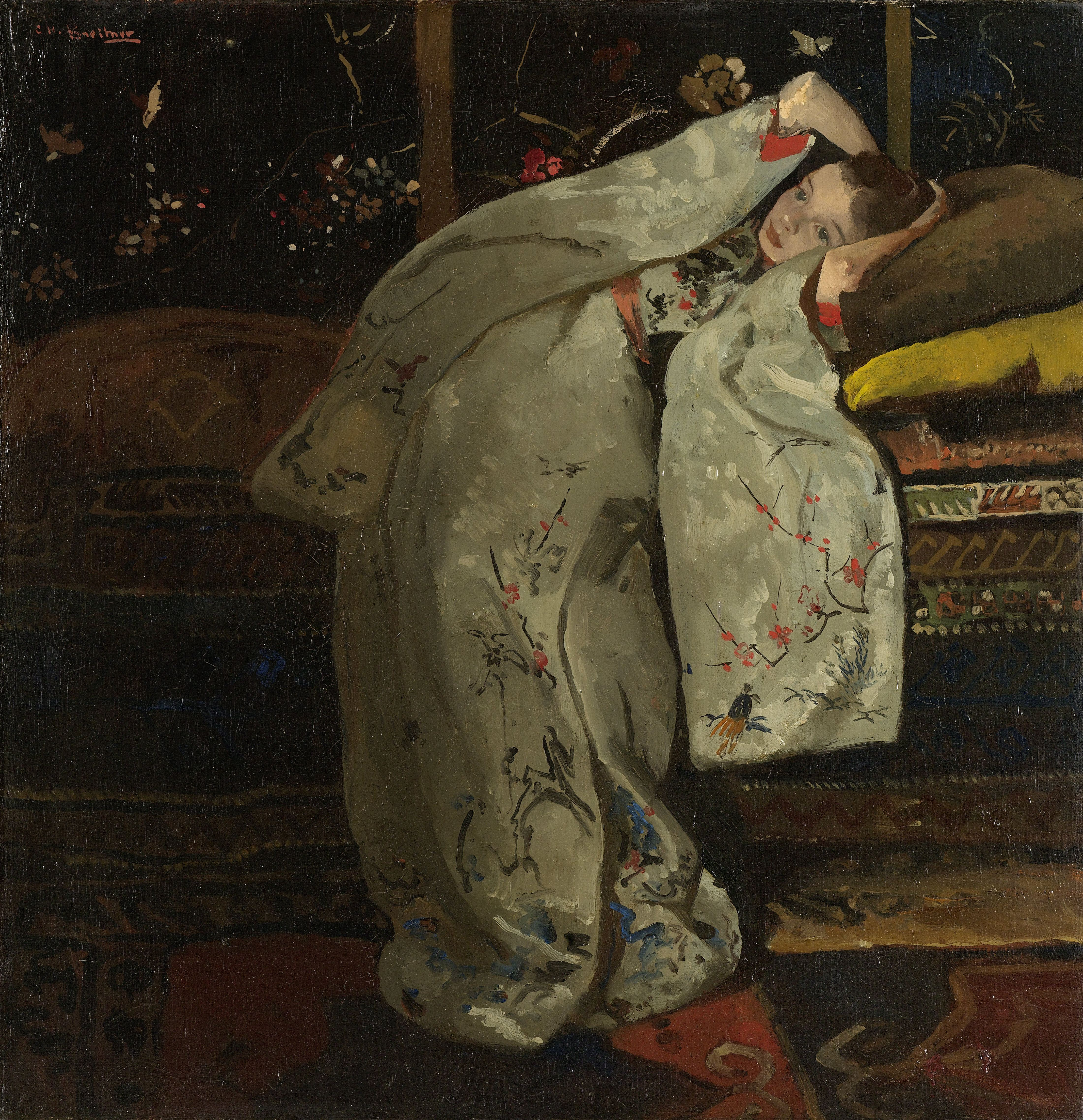
George Hendrik Breitner⁠(d), Girl in a White Kimono⁠(d), oil on canvas, 1894
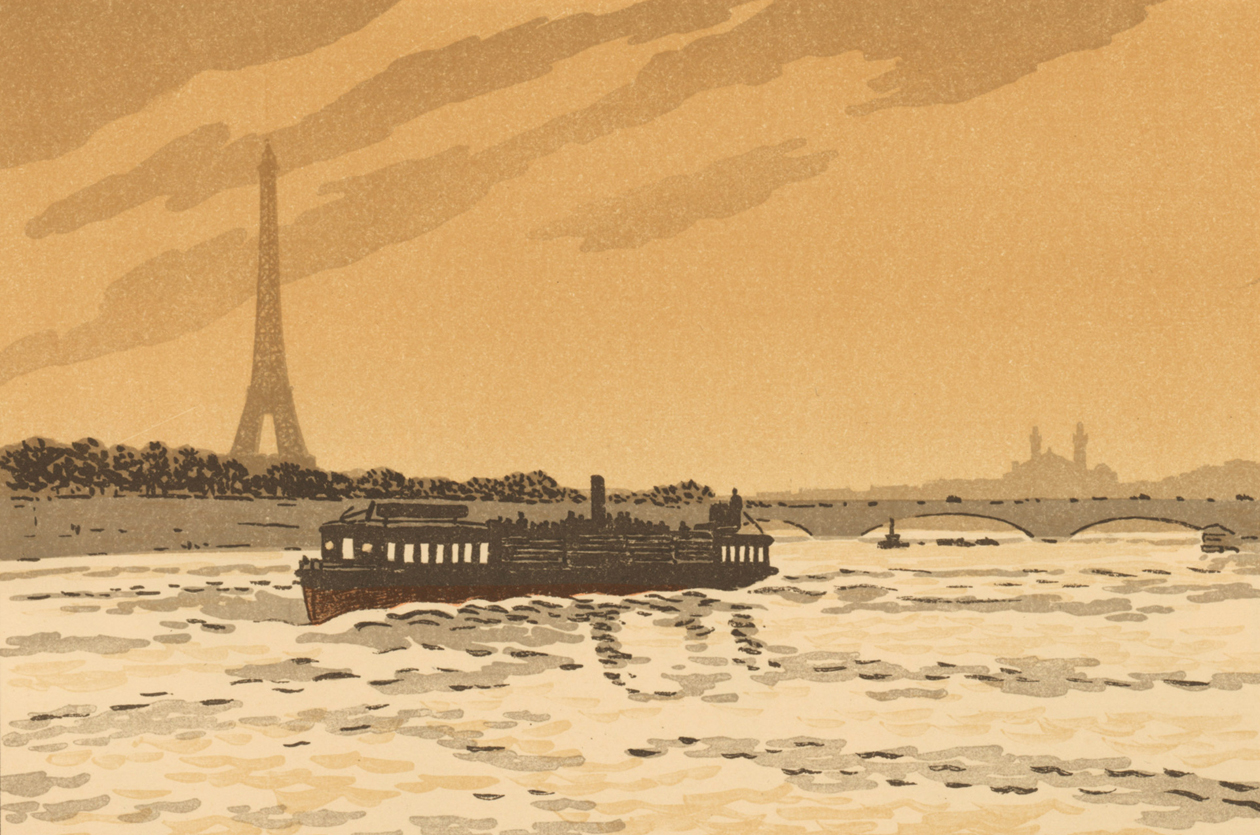
One of the 36 Views of the Eiffel Tower by Henri Rivière⁠(d), 1902
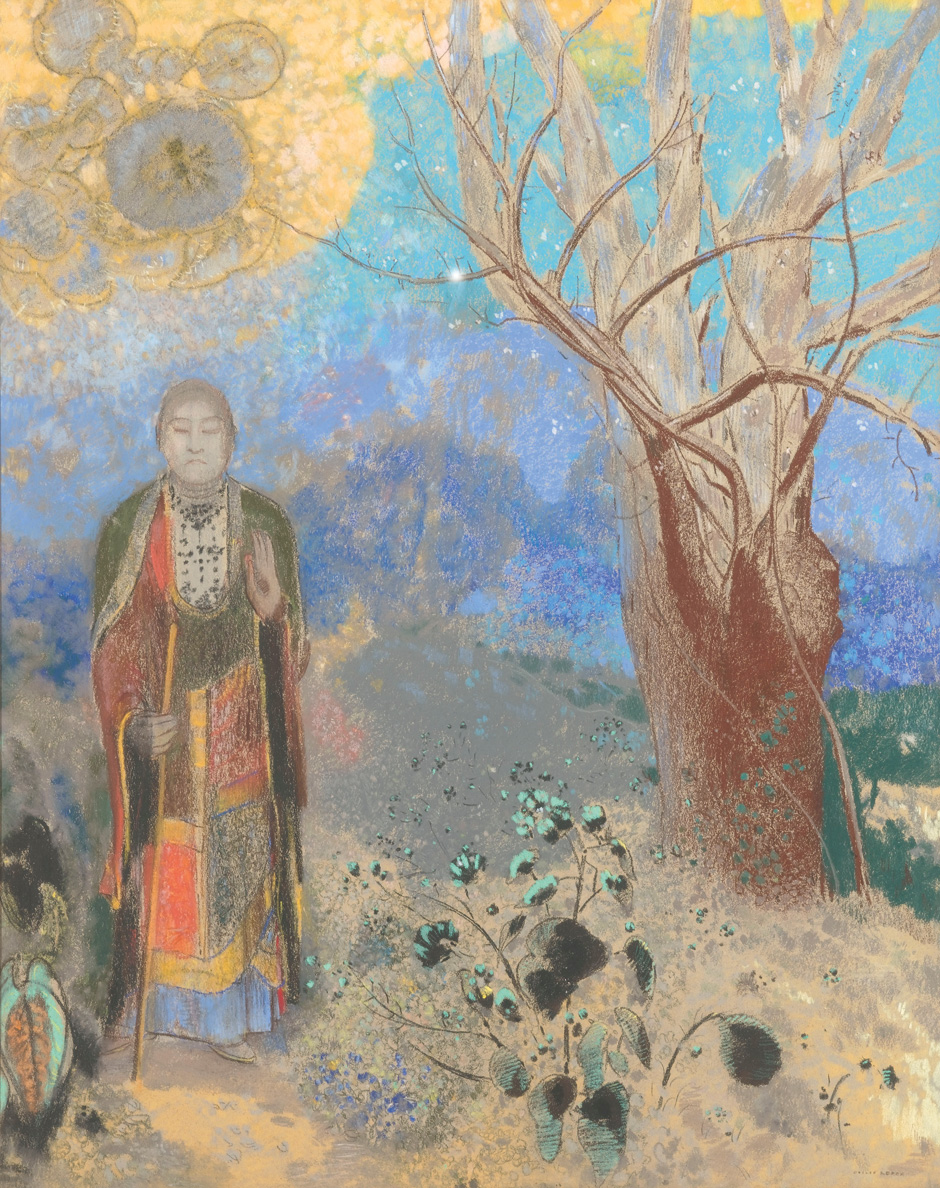
Odilon Redon, The Buddha, 1906
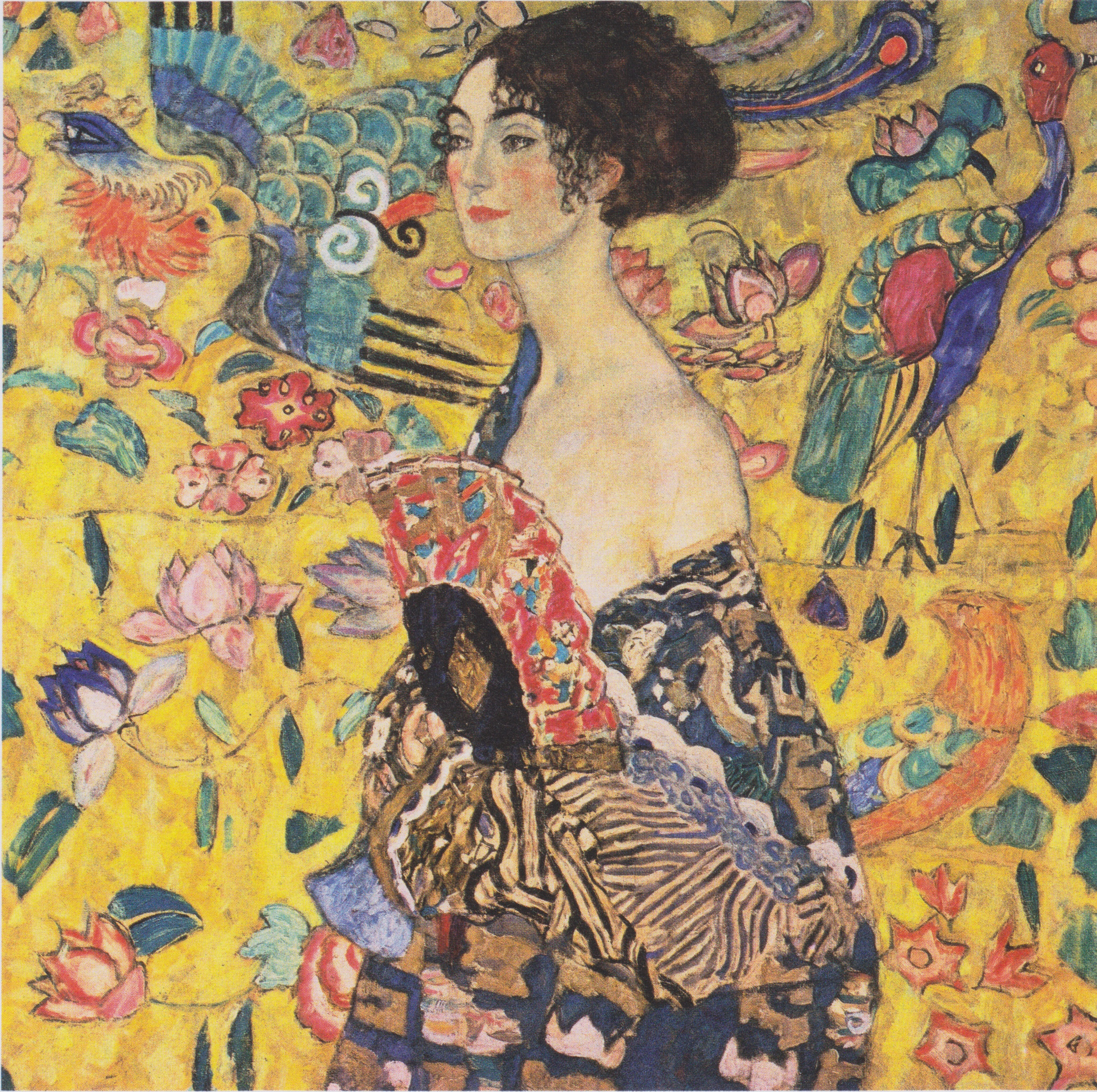
Gustav Klimt, Lady with fan, 1917/18
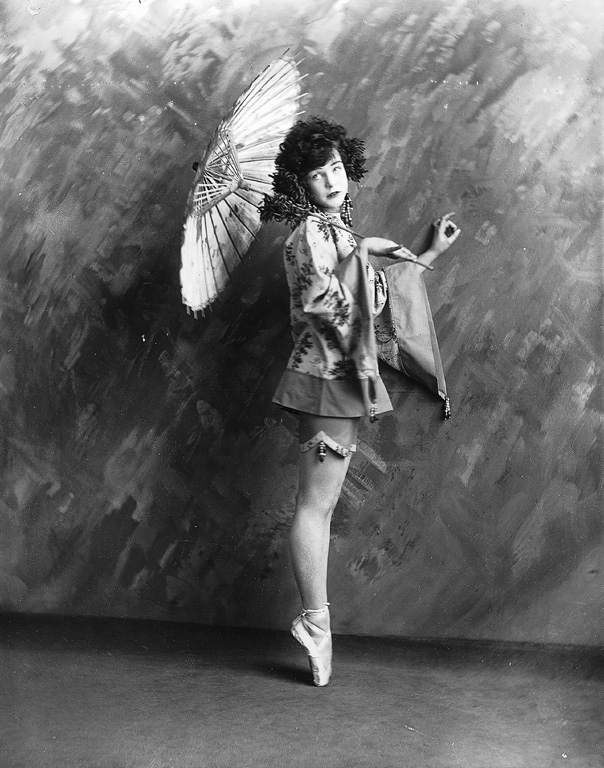
Miss Finney dancing, Montreal, Quebec, 1923
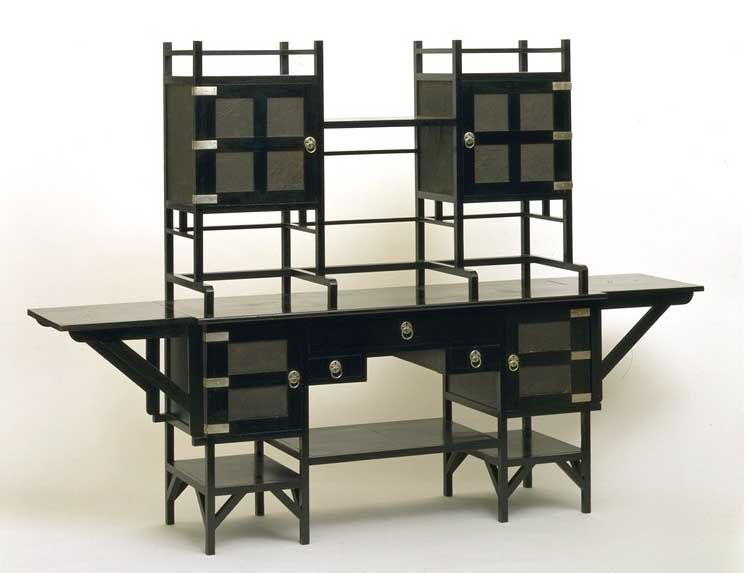
Sideboard⁠(d) by Edward William Godwin⁠(d) (c. 1867–70)
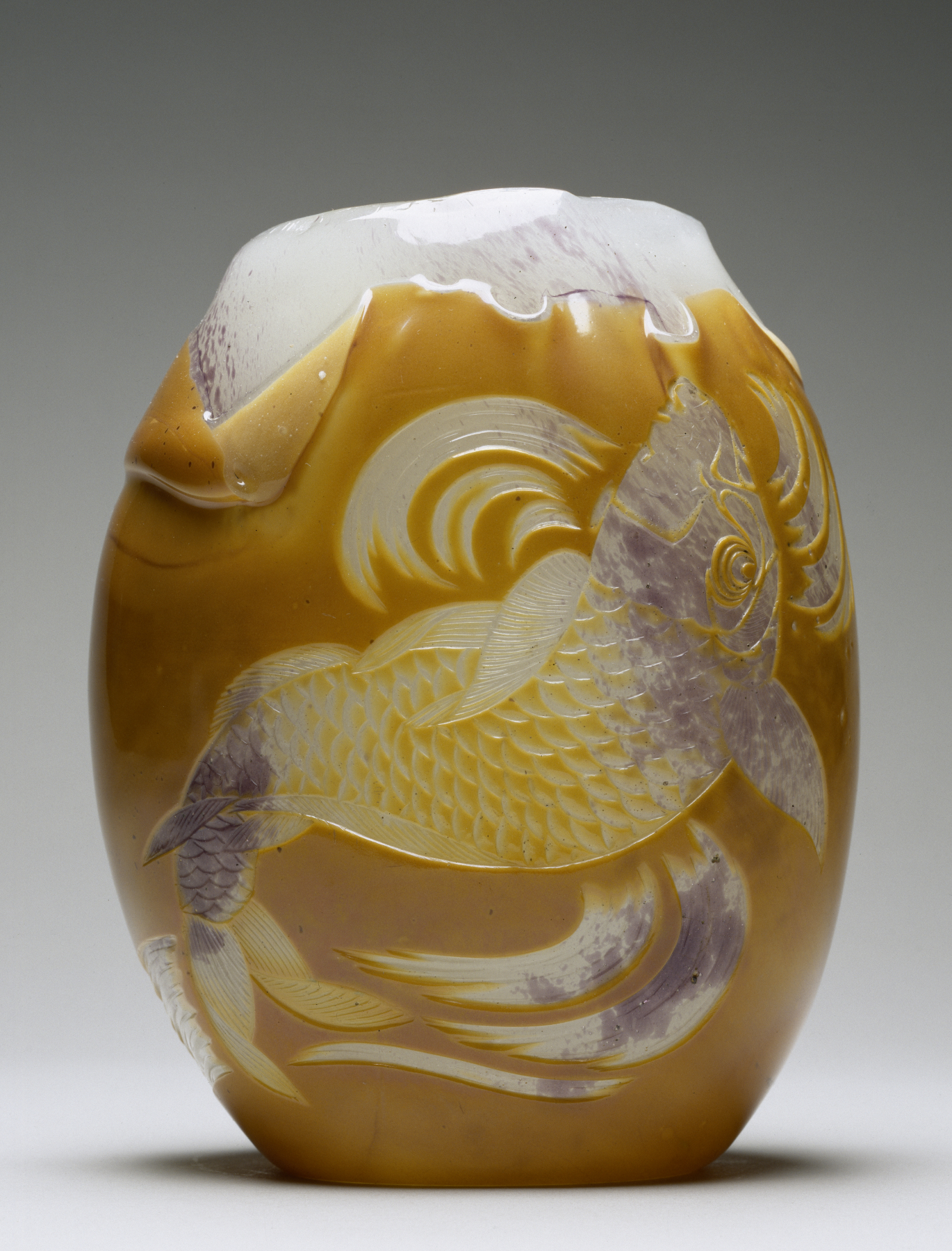
Carp vase; by fr; 1878–1884
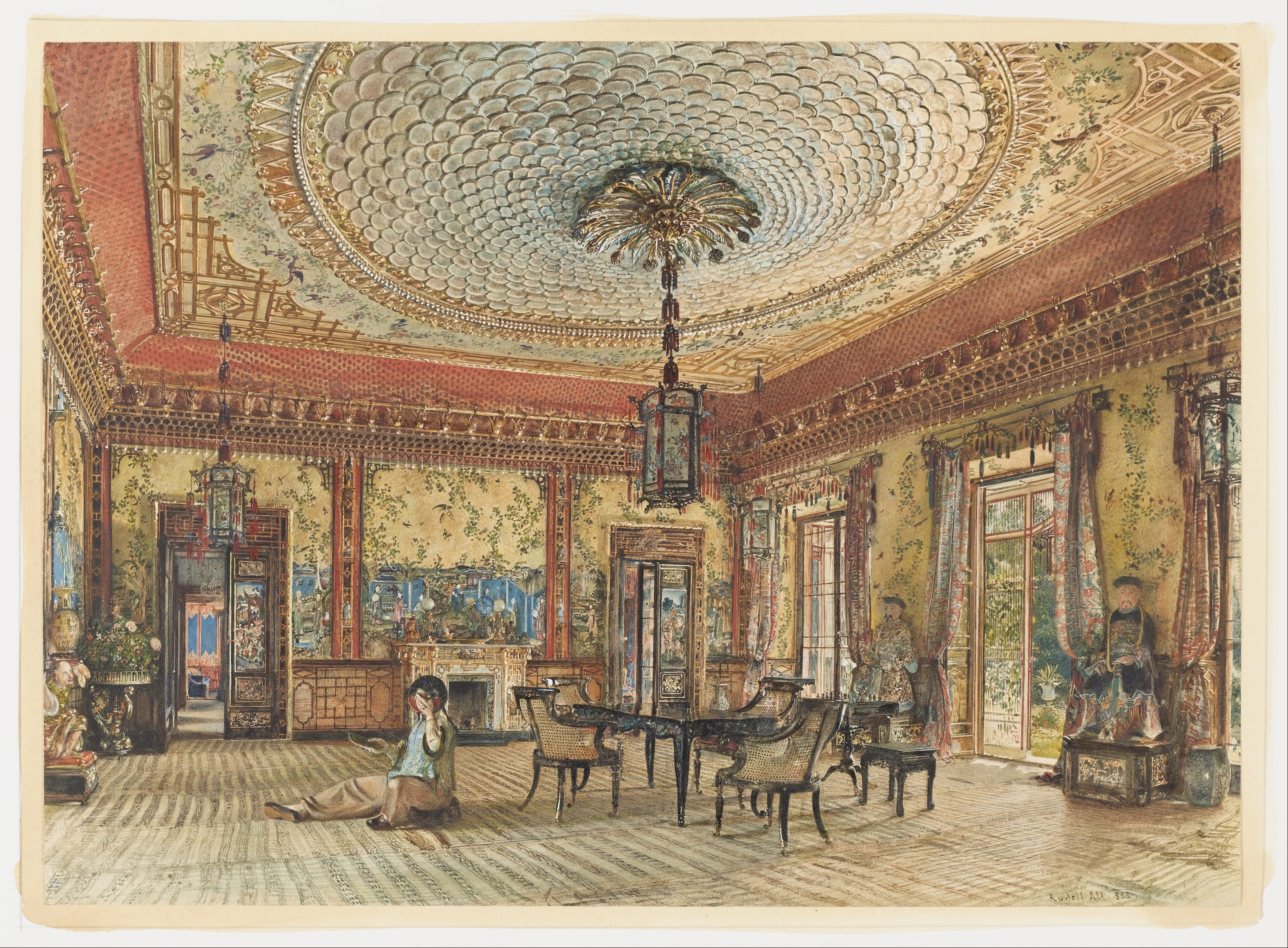
Japanese salon at Villa Hügel, Vienna
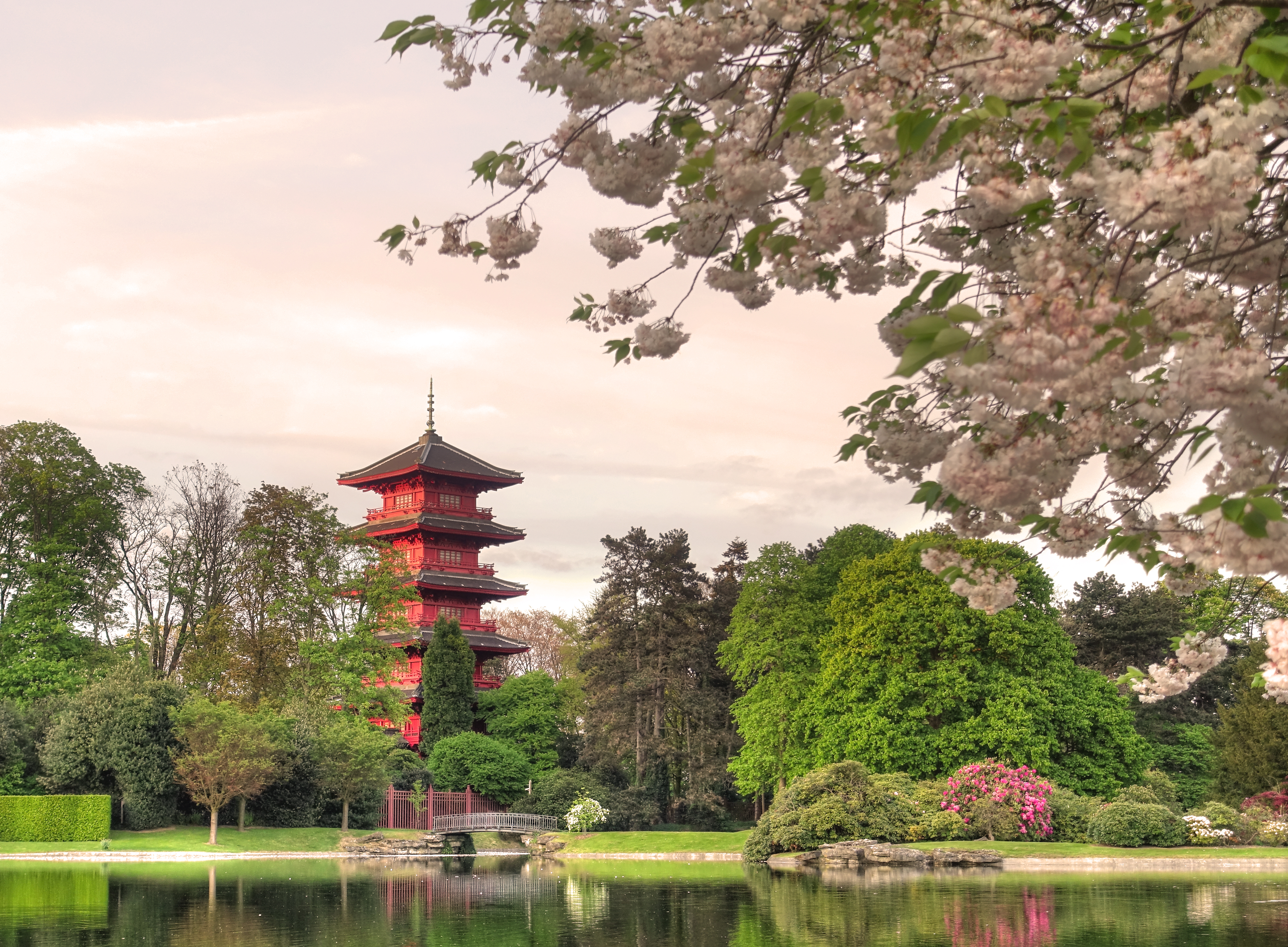
Japanese pagoda and garden of the Museums of the Far East⁠(d), Brussels
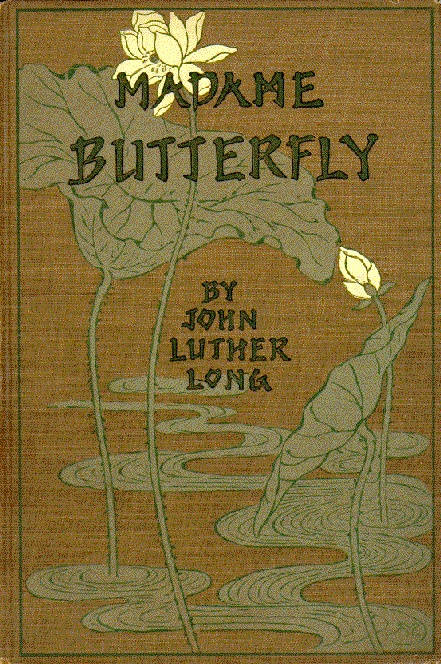
Cover of the Madame Butterfly (short story)⁠(d) 1903 edition